# 假面騎士Ghost
《假面騎士Ghost》（日文原題：仮面ライダーゴースト）是日本東映公司在2015年推出的《假面騎士系列》的第17部平成系列特攝作品，於2015年（平成27年）10月4日至2016年（平成28年）9月25日，每週日早上08:00 - 08:30於朝日電視台播出，共50話，本作標語為：「燃燒生命吧！」（日语：命、燃やすぜ！）、「英雄，是不停復活」（日语：ヒーローは、一度死んで甦る。）、「幽靈眼魂爭奪戰！！」（日语：ゴーストアイコン争奪戦!!）
台灣東森電視於《假面騎士鎧武》播映完畢後，跳過前作《假面騎士Drive》及本作，於2017年9月播出《假面騎士EX-AID》，後來經木棉花國際代理之後，在相關平台上架，並於2021年2月5日由霹靂台灣台播出本作。
香港方面因無電視取消幪面超人时段，亦没有在電視台播放本作，并跳过前作与本作，推出相关商品。
中國大陸於《假面騎士ZI-O》播放期間在騰訊視頻全集上架本作雙語版本，后外包给鸣鸽工作室重新制作字幕后，重新播出。

## 本作特色
- 首次採用以世界歷史中存在的偉人英靈作為變身元素，主角設定上同樣為死者[1][2][3]。
- 本作世界觀設定與前作《假面騎士Drive》和續作《假面騎士EX-AID》相連[4]，之後於2017年上映的《假面騎士平成Generations FINAL Build & EX-AID with 傳說騎士》得知《假面騎士W》至《假面騎士EX-AID》實为同一世界觀，在劇中再次使用「假面騎士」一詞稱呼。
- 雖然有明確使用「假面騎士」一詞，但相對其它有使用「假面騎士」的作品，本作除第1、49、50話及每話開頭前男主角的旁白外基本上沒有提及。而各假面騎士的名稱在劇中同樣甚少提及，即使變身後各假面騎士及敵方亦會直呼變身者的名字。
- 本作繼《假面騎士DECADE》後，第二次出現與《超級戰隊系列》作聯動話數，也同樣地以非全體形式出現在雙方劇情中[5]。
- 本作繼《假面騎士鎧武》後，第二次出現劇場版的反派假面騎士在TV本篇登場。
- 本作繼《假面騎士響鬼》至《假面騎士DECADE》後，東映再度與大塚製藥合作，每年春季皆安排三位當時主角拍攝《歐樂納蜜C提神飲料》年度電視廣告，且每年都會融入一個運動主題[6]。

## 故事概要
一心想成為幽靈獵人的天空寺尊於18歲生日時，收到來自十年前亡父生前所寄的幽靈眼魂（Ghost Eyecon）後，突如其來地來自異世界的怪人眼魔出現在面前並盯上此物，甚至為救青梅竹馬月村朱里和御成而身亡。
得到仙人的幫助之下而獲得Ghost驅動器變身，成為假面騎士Ghost並得以99日短暫的生命復甦。
為了收集能實現願望的15個英雄眼魂，而即將投身影響世界命運的戰鬥中。

## 故事背景
大天空寺院
原文：
佛教修道寺院兼是天空寺家的住所，地址為「東京都陸堂市瞳丘五丁目三番地十號」。
寺院底部建設了一個地下室，牆壁放著一座刻劃著眼晴圖案的巨大石碑，於《假面騎士×假面騎士 Ghost & Drive 超MOVIE大戰 Genesis》中泊進之介與詩島霧子兩人因接受調查「頻發異常現象」的命令而拜訪了該寺院。
此地除了成為天空寺尊的悠閒地方之外，同時亦擁有由當時為幽靈獵人的先代住持－天空寺龍所遺留的科研器材及有關幽靈的資料，現今被月村朱里隨之使用作為研究之用。
不可思議現象研究所
原文：
天空寺尊為了繼承父親成為幽靈獵人之下，與伙伴以大天空寺院作為據點所成立的組織。
主要以標榜解決超自然現象或退治鬼怪以接受外來人的委託，亦期望從中能夠獲得有關幽靈眼魂及眼魔的任何線索。
眼魔的世界
原文：
眼魔一族所居住的世界，瀰漫著昏暗橘色的天空，地上蓋滿類似人類世界的大樓般的建築物，在十年前深海兄妹曾經因意外而掉入這個世界。
仙人形容此世界為「地獄」；相反亞蘭則稱其為「沒有紛爭的完美世界」。
在外傳《Ghost RE:BIRTH 假面騎士Specter》中因月村朱里及伊格爾的實驗下成功地變為如地球天空般的藍天。

## 用語
幽靈眼魂（Ghost Eyecon）
原文：
本作假面騎士使用變身及轉換型態的眼球型道具。
蘊藏著歷史中的英雄或偉人的靈魂並以此發動各種獨有的能力，可以說是寄宿靈魂的「眼睛」，亦可憑依在人類身上後借體活動。一般人若攜帶身上能看見眼魔的存在。
Parka幽靈（Parka Ghosts）
原文：
英雄靈魂的別稱，一種寄宿於幽靈眼魂内猶如連帽上衣般的靈體。
備註：「Parka」一詞源自因紐特人發明的防寒和防風雨着裝。
巨眼（偉大之眼）
原文：
齊聚十五個英雄眼魂才會出現的紋章，會將靠其最近的Ghost驅動器持有者吸入異空間之內並幫助他實現心中所想的願望，亦是眼魔世界居民藉以將自己的靈魂寄宿在眼魔眼魂必須的中央運作系統。
幽靈小工具（Ghost Gadgets）
原文：
本作假面騎士專用的結合動物特性和日常品的支援型小道具。
主要可變形成為「動物模式」與「工具模式」，各自都擁有自我意識去作適當的協助，亦可與專屬的武器結合以應付不同狀況的戰鬥。
不知火
原文：
月村朱里得於仙人幫助下所開發的噴霧物質，可讓幽靈及眼魔在短時間內實質化地現形。
不知火．改 / 不知火．改MarkII
原文：
月村朱里以撿拾到的眼魔眼魂碎片為基礎，再次改良成追加攻擊效果的「不知火．改」，後以小刀眼魔的磁場能力啟發而進一步改良成為「不知火．改MarkII」。
朱里砲
原文：
月村朱里為了散佈她研發的藥品而自行研發的送風機。
眼魔
原文：
本作登場怪人的稱呼。
通過打開眼一樣的紋章之門，由眼魔眼魂化成於世間上出現的異界之人。
眼魔眼魂
原文：
眼魔專用的有別於幽靈眼魂的道具。
主要用作解放寄宿在內部的力量後變化成為不同類別的眼魔，亦可憑依在人類身上後借體進行潛伏的工作。
另一類型變身用的特別眼魔眼魂，用作給予眼魔的幹部級別成員進行變身成為更高層次的眼魔形體。
祈禱之間
原文：
護魔者
原文：
自稱「守護眼魔世界的存在」，位在祈禱之間中的十五塊石碑真實樣貌。
其戰鬥型態分別為人形化、武器化、元素化三種類型。
非戰鬥時則會以穿著白色緊身襯衫的人類樣貌進行活動。
Demia Project
原文：
伊格爾與亞迪爾所推動的謎之計畫，此計畫利用到Deep Connect的技術。
後得知是透過Deep Connect所開發的特殊電子隱形眼鏡得以與世界各種系統進行連接從中獲取相關知識造福人群。

## 本作登場假面騎士

### 假面騎士Ghost
變身者：天空寺尊（替身演員：高岩成二、CV：西銘駿）
原文： / Kamen Rider GHOST

#### 變身模式
| 型態名稱                                     | 簡介 | 外觀                                                                                               | 能力 | 必殺技 |
| Ore Damashii 我魂                            | GHOST驅動器 搭配 「ORE」幽靈眼魂變身的型態，為假面騎士Ghost的基礎型態。 身高：204.0cm 體重：96.0kg 拳擊力：5.5t 踢擊力：10.0t 跳躍力：42.0m 行動速度：100m / 5.8秒                              | 全身以黑、橙色為主，面部圖案為複眼                                                                 | 主導自我的靈魂引發力量的戰鬥形態。 | Omega Drive Ore 原文： 此型態所屬必殺技（騎士踢） Ghost驅動器拉推手把「Detonate Trigger」後發動，將力量集中於右腳後釋出一記強力的踢擊。 Omega Break 原文： 眼槍劍「長劍模式」之下將「Energy Eye Crest」放於Ghost驅動器「Glint Eye」感應後發動，向敵人送上強力斬擊。 Omega Stream 原文： 眼槍劍「薙刀模式」之下將「Energy Eye Crest」放於Ghost驅動器「Glint Eye」感應後發動，快速地向敵人送上連環的斬擊。 大眼球 原文： Ghost驅動器拉推手把「Detonate Trigger」四次後發動，向目標送上巨大幽靈眼魂形狀的能量球攻擊。 |
| Musashi Damashii 武藏魂                      | GHOST驅動器 搭配 「MUSASHI」幽靈眼魂變身的型態，為假面騎士Ghost的衍生型態。 身高：209.0cm 體重：98.0kg 拳擊力：5.9t 踢擊力：10.8t 跳躍力：41.0m 行動速度：100m / 5.7秒                          | 全身以紅、銀、黑色為主，頭部位置增添刀柄型及頭巾型的配件，面部圖案為交叉的日本刀                   | 寄宿劍豪宮本武藏靈魂的力量，使用二刀流的劍術形態，適合以一敵眾應付群體式戰鬥，唯一的弱點則是對電擊類的攻擊沒有抗性。                                  | Omega Slash 原文： 眼槍劍「二刀流模式」之下將「Energy Eye Crest」放於Ghost驅動器「Glint Eye」感應後發動。能夠向敵人送上最大力量輸出的必殺斬擊；如再拉推Ghost驅動器的手掣「Detonate Trigger」後會發動附帶火焰的強化形式能量性斬擊。 Omega Stream 原文： 眼槍劍「薙刀模式」之下將「Energy Eye Crest」放於Ghost驅動器「Glint Eye」感應後發動，快速地向敵人送上連環的斬擊。 Omega Drive Musashi 原文： 所屬的必殺技（騎士踢）。 |
| Edison Damashii 愛迪生魂                     | GHOST驅動器 搭配 「EDISON」幽靈眼魂變身的型態，為假面騎士Ghost的衍生型態。 身高：207.0cm 體重：100.0kg 拳擊力：5.0t 踢擊力：9.7t 跳躍力：40.0m 行動速度：100m / 6.6秒                           | 全身以銀色、黃色和黑色為主，頭部上增添一對天線型的觸角，面部圖案為電燈泡。                         | 寄宿發明家湯瑪斯·愛迪生靈魂的力量，擁有電力的射擊形態，同時可以吸收電力再轉化為自己的戰鬥力及提高思考力。                                             | Omega Shoot 原文： 眼槍劍「銃模式」之下將「Energy Eye Crest」放於Ghost驅動器「Glint Eye」感應後發動，向目標發出帶有強力電能的光束射擊。 Omega Drive Edison 原文： 所屬的必殺技（騎士踢）。 Ghost驅動器拉推手把「Detonate Trigger」後發動，將電力集中於右腳後施以一記強力的踢擊。 |
| Robin Damashii 羅賓魂                        | GHOST驅動器 搭配 「ROBIN」幽靈眼魂變身的型態，為假面騎士Ghost的衍生型態。 身高：207.5cm 體重：97.0kg 拳擊力：5.7t 踢擊力：10.5t 跳躍力：44.0m 行動速度：100m / 4.6秒                            | 全身以綠色、黃色和黑色為主，頭部增添羽毛型的配件，面部圖案為弓箭。                                 | 寄宿綠林俠盜羅賓漢靈魂的力量，以弩弓遠距離精準射擊的箭術形態，同時兼備隱形或分身的能力。                                                              | Omega Strike 原文： 眼槍劍「弓箭模式」之下將「Energy Eye Crest」放於Ghost驅動器「Glint Eye」感應後發動，向目標射出一發必中的光束箭矢；如再拉推Ghost驅動器的手掣「Detonate Trigger」後會製造多重分身向目標同一時間射出必殺的光束箭矢。 Omega Drive Robin 原文： 所屬的騎士踢。 |
| Newton Damashii 牛頓魂                       | GHOST驅動器 搭配 「NEWTON」幽靈眼魂變身的型態，為假面騎士Ghost的衍生型態。 身高：204.0cm 體重：110.0kg 拳擊力：6.3t 踢擊力：11.0t 跳躍力：37.0m 行動速度：100m / 7.1秒                          | 全身以藍色、銀色和黑色為主，雙手增添球體狀拳套式的配件，面部圖案為蘋果及表現出萬有引力的箭頭。     | 寄宿物理學家艾薩克·牛頓靈魂的力量，自在操控引力及斥力為戰鬥模式的形態。                                                                               | Omega Drive Newton 原文： Ghost驅動器拉推手把「Detonate Trigger」後發動，釋放出最大功率的引力或斥力。 |
| Beethoven Damashii 貝多芬魂                  | GHOST驅動器 搭配 「BEETHOVEN」幽靈眼魂變身的型態，為假面騎士Ghost的衍生型態。 身高：204.0cm 體重：98.5kg 拳擊力：4.9t 踢擊力：9.9t 跳躍力：41.0m 行動速度：100m / 6.8秒                         | 全身以銀色、白色和黑色為主，衣領增添鍵盤型的花紋，面部圖案為音符與五線譜。                         | 寄宿天才音樂家路德維希·范·貝多芬靈魂的力量，以音樂作為戰術的型態，所奏出的振動音波可去追蹤敵人攻擊。                                                  | Omega Drive Beethoven 原文： 所屬的騎士踢。 |
| Billy The Kid Damashii 比利小子魂            | GHOST驅動器 搭配 「BILLY THE KID」幽靈眼魂變身的型態，為假面騎士Ghost的衍生型態。 身高：204.0cm 體重：97.5kg 拳擊力：5.8t 踢擊力：10.4t 跳躍力：45.0m 行動速度：100m / 4.7秒                    | 全身以紅棕色、黑色和白色為主，頭部上增添西部牛仔帽，面部圖案為正視的轉輪手槍。                     | 寄宿西部槍手比利小子靈魂的力量，以攻為守的遠距連射模式的步槍手型態。                                                                                  | Omega Impact 原文： 眼槍劍「步槍模式」之下將「Energy Eye Crest」放於Ghost驅動器「Glint Eye」感應後發動，向目標擊發強大力量的光束子彈。 Omega Drive Billy The Kid 原文： 所屬的騎士踢。 |
| Benkei Damashii                              | GHOST驅動器 搭配 「BENKEI」幽靈眼魂變身的型態，為假面騎士Ghost的衍生型態。 身高：204.0cm 體重：120.0kg 拳擊力：9.99t 踢擊力：11.1t 跳躍力：39.0m 行動速度：100m / 6.4秒                         | 全身以白色、黑色和銀色為主，面部圖案為多種長柄武器形狀併合而成的技藝面譜。                         | 寄宿日本平安時代僧兵武藏坊弁慶靈魂的力量，以超強大怪力及防守力為主的型態，兼備將附近同伴所受的傷害轉嫁至自身承受。                                              | Omega Bomber 原文： 眼槍劍「橫鎚模式」之下將「Energy Eye Crest」放於Ghost驅動器「Glint Eye」感應後發動，向目標揮出集合多種武器形相能量光束的強力錘擊；如再拉推Ghost驅動器的手掣「Detonate Trigger」後会释出附带火焰能量的强力锤击。 Omega Drive Benkei 原文： 所屬的騎士踢。 |
| Ore Goemon Damashii 我魂五右衛門魂           | 我魂形態下，GHOST驅動器 搭配 「GOEMON」幽靈眼魂變身的型態，為假面騎士Ghost的衍生型態。 | 全身以黑色和黃綠色為主，面部圖案為歌舞伎的化妝面譜。                                               | 寄宿大盜石川五右衛門靈魂的力量，運用忍者戰鬥技巧的型態。                                                                                              | Omega Drive Goemon 原文： 所屬的騎士踢。 Mega Omega Shine 原文： 太陽鏡鋸刀「刀模式」之下，混合使用「Toucon Boost」與「Ore」幽靈眼魂後發動，向敵人使出一記附帶火焰效果的神速斬擊。 |
| Ore Ryoma Damashii 我魂龍馬魂                | 我魂形態下，GHOST驅動器 搭配 「RYOMA」幽靈眼魂變身的型態，為假面騎士Ghost的衍生型態。 | 全身以黑色、群青色和白色為主，面部圖案為龍首。                                                     | 寄宿維新志士坂本龍馬靈魂的力量，能控制平衡力達到在宇宙空間活動的型態。                                                                                | Omega Drive Ryouma 原文： 所屬的騎士踢。 Mega Omega Flash 原文： 太陽鏡鋸刀「衝擊槍模式」之下，混合使用「Toucon Boost」與「Ore」幽靈眼魂後發動，向敵人使出一記附帶火焰能量的強力射擊。 Mega Omega Shine 原文： 太陽鏡鋸刀「刀模式」之下，混合使用「Toucon Boost」與「Ore」幽靈眼魂後發動，向敵人使出一記附帶火焰效果的斬擊。 Omega Break 原文： 眼槍劍「長劍模式」之下將「Energy Eye Crest」放於Ghost驅動器「Glint Eye」感應後發動，向敵人送上強力斬擊。 |
| Ore Himiko Damashii 我魂卑彌呼魂             | 我魂形態下，GHOST驅動器 搭配 「HIMIKO」幽靈眼魂變身的型態，為假面騎士Ghost的衍生型態。 | 全身以黑色、粉紅色和金色為主，面部圖案為勾玉。                                                     | 寄宿邪馬台國女王卑彌呼靈魂的力量，能夠預測敵人動向及淨化邪念的型態。                                                                                  | Omega Drive Himiko 原文： Ghost驅動器拉推手把「Detonate Trigger」後發動，釋放出霧氣力場使敵人在無重狀態難以活動，其後向目標施下致命的斬撃。 |
| Toucon Boost Damashii 鬥魂鼓舞魂             | GHOST驅動器 搭配 「TOUCON BOOST」幽靈眼魂變身的型態，為假面騎士Ghost的強化型態。 身高：204.0cm 體重：111kg 拳擊力：8.8t 踢擊力：13.0t 跳躍力：43.0m 行動速度：100m / 5.4秒                      | 全身以紅色、黑色和銀色為主，外型除主色外基本與我魂形態相似，面部圖案為火焰                         | 以天空寺龍的靈魂作力量強化的型態。在《假面騎士×假面騎士 Ghost & Drive 超MOVIE大戰 Genesis》被命名為父親魂。                                           | Omega Drive Boost 原文： 所屬的騎士踢。Ghost驅動器拉推手把「Detonate Trigger」後發動，集合高熱火焰於右腳後施以一記強力的踢擊。 Omega Shine 原文： 太陽鏡鋸刀「刀模式」之下， 混合使用「Ore」與「Robin」幽靈眼魂後發動，向敵人發出由火焰形成的強力矢箭； 混合使用「Himiko」與「Newton」幽靈眼魂後發動淨化與引力兩者能力的斬擊。 |
| Goemon Damashii 五右衛門魂                   | GHOST驅動器 搭配 「GOEMON」幽靈眼魂變身的型態，為假面騎士Ghost的衍生型態。 身高：204.0cm 體重：114.0kg 拳擊力：11.9t 踢擊力：15.1t 跳躍力：43.5m 行動速度：100m / 4.0秒                         | 全身以紅色、黃綠色和黑色為主，面部圖案為歌舞伎的化妝面譜。                                         | 寄宿大盜石川五右衛門靈魂的力量，運用忍者戰鬥技巧的型態，並能夠通過搭配鬥魂鼓舞魂形態再作綜合性的強化。                                                | Omega Drive Goemon 原文： 所屬的騎士踢。 Mega Omega Shine 原文： 太陽鏡鋸刀「刀模式」之下，混合使用「Toucon Boost」與「Ore」幽靈眼魂後發動，向敵人使出一記附帶火焰效果的神速斬擊。 |
| Ryouma Damashii 龍馬魂                       | GHOST驅動器 搭配 「RYOMA」幽靈眼魂變身的型態，為假面騎士Ghost的衍生型態。 身高：204.0cm 體重：107.0kg 拳擊力：9.0t 踢擊力：13.4t 跳躍力：44.0m 行動速度：100m / 5.2秒                           | 全身以紅色、群青色和白色為主，面部圖案為龍首。                                                     | 寄宿維新志士坂本龍馬靈魂的力量，能控制平衡力達到在宇宙空間活動的型態，並能夠通過搭配鬥魂鼓舞魂形態再作綜合性的強化。                                  | Omega Drive Ryouma 原文： 所屬的騎士踢。 Mega Omega Flash 原文： 太陽鏡鋸刀「衝擊槍模式」之下，混合使用「Toucon Boost」與「Ore」幽靈眼魂後發動，向敵人使出一記附帶火焰能量的強力射擊。 Mega Omega Shine 原文： 太陽鏡鋸刀「刀模式」之下，混合使用「Toucon Boost」與「Ore」幽靈眼魂後發動，向敵人使出一記附帶火焰效果的斬擊。 Omega Break 原文： 眼槍劍「長劍模式」之下將「Energy Eye Crest」放於Ghost驅動器「Glint Eye」感應後發動，向敵人送上強力斬擊。 |
| Himiko Damashii 卑彌呼魂                     | GHOST驅動器 搭配 「HIMIKO」幽靈眼魂變身的型態，為假面騎士Ghost的衍生型態。 身高：206.0cm 體重：104.5kg 拳擊力：7.6t 踢擊力：13.5t 跳躍力：46.0m 行動速度：100m / 5.9秒                          | 全身以紅色、粉紅色和金色為主，面部圖案為勾玉                                                       | 寄宿邪馬台國女王卑彌呼靈魂的力量，能夠預測敵人動向及淨化邪念的型態，並能夠通過搭配鬥魂鼓舞魂形態再作綜合性的強化。                                    | Omega Drive Himiko 原文： Ghost驅動器拉推手把「Detonate Trigger」後發動，釋放出霧氣力場使敵人在無重狀態難以活動，其後向目標施下致命的斬撃。 |
| Toucon Benkei Damashii                       | 鬥魂鼓舞魂形態下，GHOST驅動器 搭配 「BENKEI」幽靈眼魂變身的型態，為假面騎士Ghost的衍生型態。 身高：204.0cm 體重：130.0kg 拳擊力：16.0t 踢擊力：14.4t 跳躍力：39.9m 行動速度：100m / 6.0秒       | 全身以白色、紅色、黑色和銀色為主，面部圖案為多種長柄武器形狀併合而成的技藝面譜。                   | 原有弁慶魂形態的能力，再通過搭配鬥魂鼓舞魂形態作綜合性的強化。                                                                                        | Omega Bomber 原文： 眼槍劍「橫鎚模式」之下將「Energy Eye Crest」放於Ghost驅動器「Glint Eye」感應後發動，向目標揮出集合多種武器形相能量光束的強力錘擊，同時錘擊附帶鬥魂鼓舞魂形態原有的陽炎力量。 Omega Drive Benkei 原文： 所屬的騎士踢。 |
| Toucon Musashi Damashii 鬥魂武藏魂           | 鬥魂鼓舞魂形態下，GHOST驅動器 搭配 「MUSASHI」幽靈眼魂變身的型態，為假面騎士Ghost的衍生型態。 身高：209.0cm 體重：108.0kg 拳擊力：9.4t 踢擊力：14.0t 跳躍力：42.0m 行動速度：100m / 5.7秒       | 全身以紅色、銀色和黑色為主，頭部位置增添刀柄型及頭巾型的配件，面部圖案為交叉的日本刀。             | 原有武藏魂形態的能力，再通過搭配鬥魂鼓舞魂形態作綜合性的強化。                                                                                        | Omega Slash 原文： Ghost驅動器拉推手把「Detonate Trigger」後發動。眼槍劍「長劍模式」及太陽鏡鋸刀「刀模式」附帶鬥魂鼓舞魂形態原有的陽炎力量後所施下的斬擊。 Omega Drive Musashi 原文： 所屬的騎士踢。 |
| Toucon Houdini Damashii 鬥魂胡迪尼魂         | 鬥魂鼓舞魂形態下，GHOST驅動器 搭配 「HOUDINI」幽靈眼魂變身的型態，為假面騎士Ghost的衍生型態。 身高：205.0cm 體重：322.0kg 拳擊力：10.8t 踢擊力：14.4t 跳躍力：43.1m 行動速度：100m / 5.4秒      | 全身以紅色、紺色、銀色和黑色為主，面部圖案為鎖鏈，另外與假面騎士Specter同樣為雙角。                | 寄宿逃脫王之稱的魔術師哈利·胡迪尼靈魂的力量，與機車Machine Hoodie合體作空中飛行，及以戲法作為戰鬥模式的形態，再通過搭配鬥魂鼓舞魂形態作綜合性的強化。 | Omega Drive Houdini 原文： 所屬的騎士踢。 |
| Toucon Beethoven Damashii 鬥魂貝多芬魂       | 鬥魂鼓舞魂形態下，GHOST驅動器 搭配 「BEETHOVEN」幽靈眼魂變身的型態，為假面騎士Ghost的衍生型態。 身高：204.0cm 體重：108.5kg 拳擊力：7.8t 踢擊力：12.9t 跳躍力：42.0m 行動速度：100m / 6.3秒     | 全身以紅色、銀色、白色和黑色為主，衣領增添鍵盤型的花紋，面部圖案為音符與五線譜。                   | 原有貝多芬魂形態的能力，再通過搭配鬥魂鼓舞魂形態作綜合性的強化。                                                                                      | Omega Drive Beethoven 原文： 所屬的騎士踢。 |
| Toucon Billy The Kid Damashii 鬥魂比利小子魂 | 鬥魂鼓舞魂形態下，GHOST驅動器 搭配 「BILLY THE KID」幽靈眼魂變身的型態，為假面騎士Ghost的衍生型態。 身高：204.0cm 體重：107.5kg 拳擊力：9.3t 踢擊力：13.5t 跳躍力：46.1m 行動速度：100m / 4.4秒 | 全身以紅、紅棕、黑和白色為主，頭部上增添西部牛仔帽，面部圖案為正視的轉輪手槍。                     | 原有比利小子魂形態的能力，再通過搭配鬥魂鼓舞魂形態作綜合性的強化。                                                                                    | Omega Impact 原文： 眼槍劍「步槍模式」之下將「Energy Eye Crest」放於Ghost驅動器「Glint Eye」感應後發動，向目標擊發強大力量的光束子彈，同時子彈附帶鬥魂鼓舞魂形態原有的陽炎力量。 Omega Drive Billy The Kid 原文： 所屬的騎士踢。 |
| Toucon Robin Damashii 闘魂羅賓魂             | 更多 ： 假面騎士1號 § 本作登場假面騎士/形態 | 更多 ： 假面騎士1號 § 本作登場假面騎士/形態                                                        | 更多 ： 假面騎士1號 § 本作登場假面騎士/形態 | 更多 ： 假面騎士1號 § 本作登場假面騎士/形態 |
| Grateful Damashii 感恩魂                     | 眼魂驅動器G變身的型態，為假面騎士Ghost的強化型態。 身高：211.0cm 體重：124.0kg 拳擊力：21.2t 踢擊力：24.7t 跳躍力：42.2m 行動速度：100m / 5.1秒                                                 | 全身以金色和黑色為主，身上具有代表十五個幽靈眼魂的象徵圖案鎧甲                                     | 能將十五個幽靈眼魂能力完全發揮，及召喚英雄的靈魂共同戰鬥的型態。                                                                                      | Omega Drive Grateful 原文： 所屬的騎士踢。眼魂驅動器G拉下扳機「Revolt Trigger」及按下按鈕「Resonate Trigger」持續十五次後發動，集合十五名英雄的靈魂力量所釋出的一記強力踢擊。 Omega Formation 原文： 所屬的召喚必殺技。 Mega Omega Formation 原文： 所屬的召喚必殺技。 |
| Mugen Damashii 無限魂                        | GHOST驅動器 搭配 「MUGEN」幽靈眼魂變身的型態，為假面騎士Ghost的最終型態。 身高：210.0cm 體重：88.8kg 拳擊力：24.6t 踢擊力：28.8t 跳躍力：48.8m 行動速度：100m / 3.3秒                           | 全身以七色和白銀色為主，面部圖案為與我魂顏色相反的複眼。                                           | 以人類的感情和無限的可能性作力量強化。 | God Omega Drive Mugen 原文： 所屬的騎士踢。 Yorokobi Stream 原文： 使用眼槍劍「薙刀模式」下拉推Ghost驅動器手把「Detonate Trigger」發動，向敵人使出帶有無限魂力量的黃色光束斬擊。 Tanoshi Strike 原文： 使用眼槍劍「弓箭模式」下拉推Ghost驅動器手把「Detonate Trigger」發動，向目標射出帶有無限魂力量的橘色光束箭矢。 Shinnen Impact 原文： 使用眼槍劍「步槍模式」下拉推Ghost驅動器手把「Detonate Trigger」發動，向目標擊發帶有無限魂力量的綠色光束子彈。 Isama Shoot 原文： 使用眼槍劍「銃模式」下拉推Ghost驅動器手把「Detonate Trigger」發動，向目標發出帶有無限魂力量的紫色光束射擊。若同時使用太陽鏡鋸刀「衝擊槍模式」則會附加彩色光束射擊。 |
| Ikkyu Damashii 一休魂                        | GHOST驅動器 搭配 「IKKYU」幽靈眼魂變身的型態，為假面騎士Ghost的衍生型態。 | 全身以白、水藍、黑色為主，面部圖案為問號。                                                         | 於月刊雜誌《てれびくん》特別篇DVD中登場，寄宿奇僧一休靈魂的力量，擅長運用機智的和尚型態。                                                             | Omega Drive Ikkyu 原文： 所屬的騎士踢。 |
| Darwin Damashii 達爾文魂                     | 更多 ： 劇場版 假面騎士Ghost 100個眼魂與Ghost命運的瞬間 § 本作限定登場假面騎士/形態 | 更多 ： 劇場版 假面騎士Ghost 100個眼魂與Ghost命運的瞬間 § 本作限定登場假面騎士/形態                | 更多 ： 劇場版 假面騎士Ghost 100個眼魂與Ghost命運的瞬間 § 本作限定登場假面騎士/形態                                                                   | 更多 ： 劇場版 假面騎士Ghost 100個眼魂與Ghost命運的瞬間 § 本作限定登場假面騎士/形態 |
| Tenkatouitsu Damashii 天下統一魂             | 更多 ： 假面騎士平成Generations Dr.Pac-Man對EX-AID&Ghost with 傳說騎士 § 本作限定登場假面騎士/形態                                                                                              | 更多 ： 假面騎士平成Generations Dr.Pac-Man對EX-AID&Ghost with 傳說騎士 § 本作限定登場假面騎士/形態 | 更多 ： 假面騎士平成Generations Dr.Pac-Man對EX-AID&Ghost with 傳說騎士 § 本作限定登場假面騎士/形態                                                    | 更多 ： 假面騎士平成Generations Dr.Pac-Man對EX-AID&Ghost with 傳說騎士 § 本作限定登場假面騎士/形態 |
| EX-AID Damashii EX-AID魂                     | 更多 ： 假面騎士平成Generations Dr.Pac-Man對EX-AID&Ghost with 傳說騎士 § 本作限定登場假面騎士/形態                                                                                              | 更多 ： 假面騎士平成Generations Dr.Pac-Man對EX-AID&Ghost with 傳說騎士 § 本作限定登場假面騎士/形態 | 更多 ： 假面騎士平成Generations Dr.Pac-Man對EX-AID&Ghost with 傳說騎士 § 本作限定登場假面騎士/形態                                                    | 更多 ： 假面騎士平成Generations Dr.Pac-Man對EX-AID&Ghost with 傳說騎士 § 本作限定登場假面騎士/形態 |
| DRIVE Damashii DRIVE魂                       | 更多 ： 假面騎士1號 § 本作登場假面騎士/形態 | 更多 ： 假面騎士1號 § 本作登場假面騎士/形態                                                        | 更多 ： 假面騎士1號 § 本作登場假面騎士/形態 | 更多 ： 假面騎士1號 § 本作登場假面騎士/形態 |
| GAIM Damashii 鎧武魂                         | 更多 ： 假面騎士1號 § 本作登場假面騎士/形態 | 更多 ： 假面騎士1號 § 本作登場假面騎士/形態                                                        | 更多 ： 假面騎士1號 § 本作登場假面騎士/形態 | 更多 ： 假面騎士1號 § 本作登場假面騎士/形態 |
| WIZARD Damashii WIZARD魂                     | 更多 ： 假面騎士1號 § 本作登場假面騎士/形態 | 更多 ： 假面騎士1號 § 本作登場假面騎士/形態                                                        | 更多 ： 假面騎士1號 § 本作登場假面騎士/形態 | 更多 ： 假面騎士1號 § 本作登場假面騎士/形態 |
| ICHIGOU Damashii 1號魂                       | 更多 ： 假面騎士Ghost 傳說！騎士之魂！ § 本作登場假面騎士/形態 | 更多 ： 假面騎士Ghost 傳說！騎士之魂！ § 本作登場假面騎士/形態                                     | 更多 ： 假面騎士Ghost 傳說！騎士之魂！ § 本作登場假面騎士/形態                                                                                        | 更多 ： 假面騎士Ghost 傳說！騎士之魂！ § 本作登場假面騎士/形態 |
| HEISEI RIDER Damashii 平成骑士魂             | 更多 ： 假面騎士Ghost 傳說！騎士之魂！ § 本作登場假面騎士/形態 | 更多 ： 假面騎士Ghost 傳說！騎士之魂！ § 本作登場假面騎士/形態                                     | 更多 ： 假面騎士Ghost 傳說！騎士之魂！ § 本作登場假面騎士/形態                                                                                        | 更多 ： 假面騎士Ghost 傳說！騎士之魂！ § 本作登場假面騎士/形態 |

### 假面騎士Specter
變身者：深海誠／深海誠複製體（替身演員：渡邊淳、CV：山本涼介）
原文： / Kamen Rider Specter

#### 變身模式
| 型態名稱                                 | 簡介 | 外觀                                                                                             | 能力 | 必殺技 |
| 通常形態                                 | GHOST驅動器 搭配 「SPECTER」幽靈眼魂變身的型態，為假面騎士Specter的基礎型態。 身高：202.5cm 體重：96.5kg 拳擊力：6.0t 踢擊力：10.5t 跳躍力：43.0m 行動速度：100m / 5.6秒                    | 全身以黑、藍色為主，面部圖案為鬼面。                                                             | 以借用寄宿於眼魂內的謎之靈魂力量。                                                                            | Omega Drive Specter 原文： 所屬的騎士踢。Ghost驅動器拉推手把「Detonate Trigger」後發動，將力量集中於右腳的一記強力踢擊。 Omega Fang 原文： 眼手槍「鐮模式」之下將「Energy Eye Crest」放於Ghost驅動器「Glint Eye」感應後發動，向敵人送上最大力量輸出的必殺斬擊。                                     |
| Nobunaga Damashii 信長魂                 | GHOST驅動器 搭配 「NOBUNAGA」幽靈眼魂變身的型態，為假面騎士Specter的衍生型態。 身高：214.0cm 體重：99.5kg 拳擊力：6.1t 踢擊力：10.8t 跳躍力：42.5m 行動速度：100m / 5.8秒                   | 全身以紫、金、黑色為主，頭部後額位置增添髮髻型配件及遮蓋雙腕布衣，面部圖案為交叉形狀的兩把火繩槍 | 寄宿日本戰國武將織田信長靈魂的力量，運用極致的頭腦達到最有效之戰術的武將型態。                                | Omega Spark 原文： 眼手槍「槍模式」之下將「Energy Eye Crest」放於Ghost驅動器「Glint Eye」感應後發動，分化出多個眼手槍的能量形體後，再向目標作出密集式的射擊。 Omega Drive Nobunaga 原文： 所屬的騎士踢。Ghost驅動器拉推手把「Detonate Trigger」後發動，便出附加屬性的力量集中於右腳的一記強力踢擊。 |
| Tutankhamun Damashii 圖坦卡門魂          | GHOST驅動器 搭配 「TUTANKHAMUN」幽靈眼魂變身的型態，為假面騎士Specter的衍生型態。 身高：202.5cm 體重：97.5kg 拳擊力：5.9t 踢擊力：10.6t 跳躍力：43.5m 行動速度：100m / 4.4秒                | 全身以青綠、金、黑色為主，面部圖案為鐮刃。                                                       | 寄宿古埃及王圖坦卡門靈魂的力量，具有殲滅性能力的王族型態，可製造出異空間力場並用之將敵人困閉或消滅。          | Omega Fang 原文： 眼手槍「鐮模式」之下將「Energy Eye Crest」放於Ghost驅動器「Glint Eye」感應後發動，將目標送入金字塔型的異空間內以能量力場轟擊。 Omega Drive Tutankhamun 原文： 所屬的騎士踢。 |
| Houdini Damashii 胡迪尼魂                | GHOST驅動器 搭配 「HOUDINI」幽靈眼魂變身的型態，為假面騎士Specter的衍生型態。 身高：205.0cm 體重：312.5kg 拳擊力：8.7t 踢擊力：12.8t 跳躍力：43.2m 行動速度：100m / 5.5秒                   | 全身以紺、銀、黑色為主，面部圖案為鎖鏈。                                                         | 寄宿逃脫王之稱的魔術師哈利·胡迪尼靈魂的力量，與機車Machine Hoodie合體作空中飛行，及以戲法作為戰鬥模式的形態。 | Omega Drive Houdini 原文： 所屬的騎士踢。Ghost驅動器拉推手把「Detonate Trigger」後發動，放出鎖鏈纏繞敵人，再將力量集中於右腳後，使出強力的螺旋踢擊。 |
| Edison Damashii 愛迪生魂                 | GHOST驅動器 搭配 「EDISON」幽靈眼魂變身的型態，為假面騎士Specter的衍生型態。 身高：207.0cm 體重：100.5kg 拳擊力：5.7t 踢擊力：10.3t 跳躍力：42.0m 行動速度：100m / 6.0秒                    | 全身以銀色、黃、黑色為主，頭部上增添一對天線型的觸角，面部圖案為電燈泡。                         | 寄宿發明家湯瑪斯·愛迪生靈魂的力量，擁有電力的射擊形態，同時可以吸收電力再轉化為自己的戰鬥力及提高思考力。     | Omega Drive Edison 原文： 所屬的騎士踢。 |
| Necrom Specter 死亡靈                    | GHOST驅動器 搭配 「NECROM」幽靈眼魂變身的型態，為假面騎士Specter的衍生型態。 身高：204.0cm 體重：98.5kg 拳擊力：8.7t 踢擊力：12.9t 跳躍力：44.0m 行動速度：100m / 5.0秒                     | 全身以黑、草綠色為主，面部和假面騎士Necrom一樣                                                   | 被「Necrom」幽靈眼魂奪取身體，並由亞蘭控制意識的型態                                                          | Omega Drive Necrom 原文： 所屬的騎士踢。Ghost驅動器拉推手把「Detonate Trigger」後發動，將力量集中於右腳的一記強力踢擊。 Omega Spark 原文： 眼手槍「槍模式」之下將「Energy Eye Crest」放於Ghost驅動器「Glint Eye」感應後發動，發射最大蓄力的能量彈攻擊。                                             |
| Deep Specter 深淵亡靈                    | GHOST驅動器 搭配 「Deep Specter」幽靈眼魂變身的型態，為假面騎士Specter的強化型態。 身高：208.5cm 體重：129.0kg 拳擊力：23.5t 踢擊力：26.5t 跳躍力：41.9m 行動速度：100m / 5.2秒             | 全身以銀色和深紫色為主，面部圖案為鬼面                                                           | 使用寄宿於眼魂內來自靈魂深淵禁忌之力的超強化形態                                                              | Omega Drive Deep Specter 原文： 所屬的騎士踢。 |
| Deep Nobunaga Damashii 深淵信長魂        | 深淵亡靈形態下，GHOST驅動器 搭配 「NOBUNAGA」幽靈眼魂變身的型態，為假面騎士Specter的衍生型態。 身高：214.0cm 體重：120.0kg 拳擊力：23.9t 踢擊力：27.3t 跳躍力：41.4m 行動速度：100m / 5.4秒 | 全身以紫、金、銀色為主，頭部後額位置增添髮髻型配件及遮蓋雙腕布衣，面部圖案為交叉形狀的兩把火繩槍 | 原有信長魂形態的能力，再通過搭配深淵亡靈形態作綜合性的強化。                                                  | Omega Drive Nobunaga 原文： 所屬的騎士踢。 Giga Omega Dama 原文： |
| Deep Tutankhamun Damashii 深淵圖坦卡門魂 | 原文： 深淵亡靈形態下使用「Tutankhamun」幽靈眼魂變身的形態 身高：202.5cm 體重：118.0kg 拳擊力：23.1t 踢擊力：26.8t 跳躍力：42.4m 行動速度：100m / 4.1秒                                     | 全身以青綠色、金色和銀色為主，面部圖案為鐮刃                                                     | 原有圖坦卡門魂形態的能力，再通過搭配深淵亡靈形態作綜合性的強化。                                              | Omega Drive Tutankhamun 原文： 所屬的騎士踢。 Giga Omega Giri 原文： |
| Deep Edison Damashii 深淵愛迪生魂        | 原文： 深淵亡靈形態下使用「Edison」幽靈眼魂變身的形態 身高：207.0cm 體重：121.0kg 拳擊力：22.3t 踢擊力：26.0t 跳躍力：40.9m 行動速度：100m / 5.6秒                                          | 全身以銀色和黃色為主，頭部上增添一對天線型的觸角，面部圖案為電燈泡                               | 原有愛迪生魂形態的能力，再通過搭配深淵亡靈形態作綜合性的強化。                                                | Omega Drive Edison 原文： 所屬的騎士踢。 |
| Sin Specter Damashii 罪亡靈魂            | 更多 ： Ghost RE:BIRTH § 本作登場假面騎士 | 更多 ： Ghost RE:BIRTH § 本作登場假面騎士                                                        | 更多 ： Ghost RE:BIRTH § 本作登場假面騎士                                                                     | 更多 ： Ghost RE:BIRTH § 本作登場假面騎士 |
| Pythagoras Damashii 畢達哥拉斯魂         | 原文： 使用「Pythagoras」幽靈眼魂變身的形態 | 全身以米黃色、金色、銀色和黑色為主，面部圖案為多個的三角形                                       | 於月刊雜誌《てれびくん》特別篇DVD中登場，寄宿哲學家畢達哥拉斯靈魂的力量，擅長運用計算的智者型態               | Omega Drive Pythagoras 原文： 所屬的騎士踢。 |
| W Damashii W魂                           | 更多 ： 假面騎士1號 § 本作登場假面騎士/形態 | 更多 ： 假面騎士1號 § 本作登場假面騎士/形態                                                      | 更多 ： 假面騎士1號 § 本作登場假面騎士/形態                                                                   | 更多 ： 假面騎士1號 § 本作登場假面騎士/形態 |
| Fourze Damashii Fourze魂                 | 更多 ： 假面騎士1號 § 本作登場假面騎士/形態 | 更多 ： 假面騎士1號 § 本作登場假面騎士/形態                                                      | 更多 ： 假面騎士1號 § 本作登場假面騎士/形態                                                                   | 更多 ： 假面騎士1號 § 本作登場假面騎士/形態 |
| OOO Damashii OOO魂                       | 更多 ： 假面騎士1號 § 本作登場假面騎士/形態 | 更多 ： 假面騎士1號 § 本作登場假面騎士/形態                                                      | 更多 ： 假面騎士1號 § 本作登場假面騎士/形態                                                                   | 更多 ： 假面騎士1號 § 本作登場假面騎士/形態 |

### 假面騎士Necrom
變身者：亞蘭／山之內御成（替身演員：永德、CV：磯村勇斗／柳喬之）
原文： / Kamen Rider Necrom

#### 變身模式
| 型態名稱                        | 簡介 | 外觀                                                 | 能力 | 必殺技 |
| 通常形态                        | 劇中的主要形態，使用「Necrom」幽靈眼魂變身的形態 身高：204.0cm 體重：99.0kg 拳擊力：15.1t 踢擊力：17.4t 跳躍力：47.8m 行動速度：100m / 3.7秒 | 全身以白色、黑色和草綠色為主，眼罩邊緣的形狀為圓形   | 以借用寄宿於眼魂內的人造靈魂的力量，身體能液態化來作攻擊迴避，但同時液態化的身體對電擊類的攻擊沒有抗性。弱點為能量消耗過大及有變身時限，需通過吸收動員眼魔作為養分來補充，否則會自動解除變身，但後來亞蘭突破了自身的界限，無需再通過吸收動員眼魔作為養分來補充。 | Necrom Destroy 原文： 所屬的騎士踢 / 騎士拳。潤眼手環按下眼藥水型配件的按鈕後發動，將力量集中於右腳的一記強力踢擊；或發動出滲透並破壞敵人內部構造的強力拳擊。 |
| Grimm Damashii 格林魂           | 原文： 使用「Grimm」幽靈眼魂變身的形態 身高：204.0cm 體重：100.5kg 拳擊力：15.4t 踢擊力：17.2t 跳躍力：45.7m 行動速度：100m / 3.9秒          | 全身以白色、深綠色和草綠色為主，眼罩邊緣的形狀為書本 | 寄宿童話編輯者格林兄弟靈魂的力量，以想像力化成現實性的能力，及以鞭子作中距性的攻擊形態。 | Necrom Destroy 原文： 所屬的騎士踢。 Omega Finish 原文： |
| Sanzo Damashii 三藏魂           | 原文： 使用「Sanzo」幽靈眼魂變身的形態 身高：204.0cm 體重：115.0kg 拳擊力：15.7t 踢擊力：17.8t 跳躍力：45.2m 行動速度：100m / 4.1秒          | 全身以白色、金色和草綠色為主，眼罩邊緣的形狀為光輪   | 寄宿佛教譯經師玄奘靈魂的力量，運用拳腳武術達到猛攻及召喚使魔協助攻擊的武僧型態。 | Necrom Destroy 原文： 潤眼手環按下眼藥水型配件的按鈕後發動，能夠召喚出孫悟空、豬八戒及沙悟淨形相的使魔共同應敵。 Omega Finish 原文：                          |
| Yujou Burst Damashii 友情爆裂魂 | 更多 ： Ghost RE:BIRTH § 本作登場假面騎士 | 更多 ： Ghost RE:BIRTH § 本作登場假面騎士            | 更多 ： Ghost RE:BIRTH § 本作登場假面騎士 | 更多 ： Ghost RE:BIRTH § 本作登場假面騎士 |

### 假面騎士Dark Necrom P
變身者：愛理亞（替身演員：、CV：嘉那蕾音）
原文： / Kamen Rider Dark Necrom Pink

#### 變身模式
| 型態名稱 | 簡介 | 外觀                   | 能力                               | 必殺技                                   |
| 通常形態 | 使用「Dark Necrom P」幽靈眼魂變身的形態 身高：204.0cm 體重：94.0kg 拳擊力：10.3t 踢擊力：13.7t 跳躍力：44.9m 行動速度：100m / 4.8秒 | 全身以黑色和粉紅色為主 | 以借用寄宿於眼魂內的人造靈魂的力量 | Dark Necrom Spiral 原文： 所屬的騎士踢。 |

### 假面騎士Dark Ghost
變身者：伊迪斯／亞爾戈斯（替身演員：、CV：竹中直人／木村了）
原文： / Kamen Rider Dark Ghost

## 輔助工具

### 變身道具
- GHOST驅動器

原文： /  GHOST DRIVER 
由仙人（伊迪斯）所開發的變身腰帶。
- 眼魂驅動器G

原文： /  EYECON DRIVER G 
- 潤眼手環

原文： /  MEGA ULORDER 
- 原型潤眼手環

原文： /  PROTO MEGA ULORDER 
- 原型驅動器

原文： /  PROTO DRIVER 
仙人所開發的試作品，為GHOST驅動器的原型。
- 究極眼魂

原文：

### 專屬武器
- 眼槍劍

原文： / Gan Gun Saber
多元化變形的長劍武器。
在不同的狀況之下可隨之拆卸及組合成為「長劍模式」、「二刀流模式」、「銃模式」和「薙刀模式」，亦可利用多種幽靈小工具併合成另類模式的武器。
當準備發動必殺技時，先將護手部位的眼睛圖紋裝置「Energy Eye Crest」接觸於Ghost驅動器正中眼球位置「Glint Eye」中感應並發出音效「Daikaigan！（原文，漢字為「大開眼」）」，再連續發出待機音效「Gan Gun Mina！（原文，即是，中文為「眼槍看見」的意思）後扣下板機裝置「Gan Gun Trigger」以發動必殺技 ，「長劍模式」扣下板機後所發出音效是「Omega Break！」；「二刀流模式」音效則是「Omega Slash！」；「銃模式」音效則是「Omega Shoot！」；「薙刀模式」音效則是「Omega Stream！」。
（幽靈小工具所併合的武器模式及發動必殺技音效請詳見「幽靈小工具（Ghost Gadgets）」一欄）
- 太陽鏡鋸刀

原文： / Sunglass Slasher
鬥魂鼓舞魂形態專用的刀槍兩用型武器，根據狀況可轉換成為「衝擊槍模式」和「刀模式」，感恩魂及無限魂同樣可使用。
設置在護手的眼鏡型裝置「Blender Furnace」是能源反應爐的所在，內藏的兩個插槽「Dual Eye Socket」用作裝上兩種幽靈眼魂以推動反應爐至最高幅度來使出混合屬性必殺技。
當兩個幽靈眼魂接入插槽「Dual Eye Socket」後會連續發出待機音效「Mega Mabushi！（原文「，即是，中文為「很刺眼！」的意思）」，再合上太陽鏡型罩蓋「Mega Shade」後會發出「Toucon Daikaigan！（原文，漢字為「鬥魂大開眼！」）」的音效，在「衝擊槍模式」扣下板機發動必殺技所發出音效是「Mega Omega Flash！」；「刀模式」音效則是「Mega Omega Shine！」。
- 眼手槍

原文： / Gan Gun Hand
多元化變形的長槍武器，假面騎士Ghost感恩魂同樣可使用。
在不同的形態可隨之轉換成為「棍模式」和「槍模式」，亦可利用多種幽靈小工具併合成另類模式的武器。
槍身具有長短伸縮的能力；槍端帶有的手形配件除可作錘撃敵人或抓物之外，亦可放出高壓式能量波動以破壞所接觸的目標內部機能。
當準備發動必殺技時，先將護手部位的眼睛圖紋裝置「Energy Eye Crest」接觸於Ghost驅動器正中眼球位置「Glint Eye」中感應並發出音效「Daikaigan！（原文「ダイカイガン！」，漢字為「大開眼」）」，再連續發出待機音效「Gan Gun Mino！（原文「ガンガンミロー！」，即是「ガンガン見ろ！」，中文為「眼槍看見」的意思）後扣下板機裝置「Gan Gun Trigger」以發動必殺技 ，「槍模式」扣下板機後所發出音效是「Omega Spark！」；「棍模式」音效則是「Omega Smash！」。
（幽靈小工具所併合的武器模式及發動必殺技音效請詳見「幽靈小工具（Ghost Gadgets）」一欄）
- 深淵鋸刀

原文： / Deep Slasher
深淵亡靈魂形態專用的刀槍兩用型武器，根據狀況可轉換成為「衝擊槍模式」和「刀模式」。
在《假面騎士Specter×Blades》中，假面騎士Blades Specter激昂戰記亦能使用該武器。
設置在護手的眼鏡型裝置「Blender Furnace」是能源反應爐的所在，內藏的兩個插槽「Dual Eye Socket」用作裝上兩種幽靈眼魂以推動反應爐至最高幅度來使出混合屬性必殺技。
當兩個幽靈眼魂接入插槽「Dual Eye Socket」後會連續發出待機音效「Mega Hageshi！（原文「，即是，中文為「很刺眼！」的意思）」，再合上深淵鏡型罩蓋「Mega Shade」後會發出「Kyokugen Daikaigan！（原文，漢字為「闘魂大開眼！」）」的音效，在「衝擊槍模式」扣下板機發動必殺技所發出音效是「Giga Omega Dama！」；「刀模式」音效則是「Giga Omega Giri！」。
- 眼捕槍

原文： / Gan Gun Catcher
與眼手槍相似的多元化變形長槍武器，不同之處在於前端追加可放置眼魂的放置槽。
在不同的形態可隨之轉換成為「棍模式」和「槍模式」。
「槍模式」扣下板機後所發出音效是「Omega Finish！」；「棍模式」音效則是「Omega Crush！」。

### 幽靈小工具（Ghost Gadgets）
- 鷲電話

原文：
幽靈小工具的一種，可切換成動物模式（鷲）與工具模式（電話）兩種型態。
另外，可與「眼槍劍」合體成弩型的「弓箭模式」。
- 蝙蝠時鐘

原文：
幽靈小工具的一種，可切換成動物模式（蝙蝠）與工具模式（時鐘）兩種型態。
另外，可與「眼槍劍」合體成步槍型的「步槍模式」，亦可單獨變成「銃模式」。
- 蜘蛛提燈

原文：
幽靈小工具的一種，可切換成動物模式（蜘蛛）與工具模式（提燈）兩種型態。
另外，可與「眼槍劍」合體成鎚型的「橫鎚模式」。
- 眼鏡蛇手機

原文：
幽靈小工具的一種，可切換成動物模式（眼鏡蛇）與工具模式（手機）兩種型態。
另外，可與「眼手槍」合體成大鐮型的「鐮模式」。

### 幽靈眼魂（Ghost Eyecon）
有關參考：用語
| 英文名稱           | 日文名稱 | 中文名稱   | 編號    | 能力 | 備註 | |
| ------------------ | -------- | ---------- | ------- | --- | --- | --- |
| Ore                |          | 我         | G       | 變身成假面騎士Ghost我魂。                                                                                 | 運用天空寺尊自身靈魂原有的力量。 Ghost驅動器使用時音效為「Let's Go！Kakugo！Gho・Gho・Gho・Ghost！」 （日文原文，中文翻譯「去吧！覺悟！Gho・Gho・Gho・Ghost！」）。 | |
| Toucon Boost       |          | 鬥魂鼓舞   | B       | 變身成假面騎士Ghost鬥魂鼓舞魂。                                                                           | 運用天空寺龍的靈魂作力量強化。 Ghost驅動器使用時音效為「Ore ga Boost！（Go！）Furuitatsu Ghost！（Fight！）Go！Fight！Go！Fight！Go！Fight！」 （日文原文， 中文翻譯「我要鼓舞！振奮的Ghost！Go！Fight！Go！Fight！Go！Fight！」）。 音效方面與幽靈眼魂本名分別在只讀作「Boost」。 於聯動劇場版《假面騎士×假面騎士 Ghost & Drive 超MOVIE大戰 Genesis》中以父親魂來命名。 | |
| Mugen              |          | 無限       | ∞       | 變身成假面騎士Ghost無限魂。                                                                               | 運用人類的感情和無限的可能性作力量強化。 Ghost驅動器使用時音效為「KEEP on GOING！Gho・Gho・Gho！Gho・Gho・Gho！Gho・Gho・Gho！Ghost！」 （日文原文）。 所發動七式必殺技的音效分別為： 「Ikari Slash！」（日文原文，中文意思「憤怒斬擊！」） 「Isama Shoot！」（日文原文，中文意思「勇氣射擊！」） 「Tanoshi Strike！」（日文原文，中文意思「快樂突擊！」） 「Love Bomber！」（日文原文，中文意思「愛情轟擊！」） 「Yorokobi Stream！」（日文原文，中文意思「喜悅排擊！」） 「Kanashimi Break！」（日文原文，中文意思「悲傷爆擊！」） 「Shinnen Impact！」（日文原文，中文意思「信念衝擊！」） | |
| Special Ore        |          | 特別我     | 氣      | 變身成假面騎士Ghost特別魂。                                                                               | 《假面騎士大亂鬥 GANBARIZING》限定。 Ghost驅動器使用時音效為「Ikou！Saiko！Special Na Ghost！」 （日文原文，中文意思「去吧！最好的！特別的Ghost！」）。 | |
| Specter            |          | 亡靈       | S       | 變身成假面騎士Specter                                                                                     | 運用深海誠自身靈魂的力量。 Ghost驅動器使用時音效為「Ready Go！Kakugo！Do・Ki・Do・Ki！Ghost！」 （日文原文，中文意思「準備好就去吧！覺悟！心・跳・心・跳！Ghost！」）。 | |
| Deep Specter       |          | 深淵亡靈   | D       | 變身成假面騎士Deep Specter。                                                                              | 運用來自靈魂深淵的禁忌之力作力量強化 Ghost驅動器使用時音效為「Get to go！Kakugo！Gi・Za・Gi・Za！Ghost！」 （日文原文，中文意思「應去吧！覺悟！不・穩・不・穩！Ghost！」）。 當進入「激昂模式」第一段時的音效為「Dead Go！Gekido！Gi・Ri・Gi・Ri！Ghost！」 （日文原文，中文意思「死去吧！激怒！差・點・差・點！Ghost！」）。 第二段的音效為「Tousou！Bousou！Ikari No Soul！」 （日文原文，中文意思「闘爭！暴走！憤怒的靈魂！」） 「激昂模式」時音效方面與幽靈眼魂本名分別在讀作「Gekikou Specter」（日文原文，中文意思「激昂亡靈」）。                                                      | |
| Sin Specter        |          | 罪亡靈     | 罪      | 更多 ： Ghost RE:BIRTH § 本作登場幽靈眼魂（Ghost Eyecon）                                                 | 更多 ： Ghost RE:BIRTH § 本作登場幽靈眼魂（Ghost Eyecon） | |
| Necrom             |          | 死靈       | N       | 變身成假面騎士Necrom。 變身成假面騎士Necrom Specter。                                                     | 運用人造靈魂的力量 眼魂單體音效分別為「Standby（中文意思「待命」）」、「Loading（中文意思「載入中」）」和「Destroy（中文意思「毀滅」）」三種。 潤眼手環使用時音效為「Crush the Invader！」（中文意思「粉碎侵略者！」）。 Ghost驅動器使用時音效為「Here we go！Kakugo！Nottori Ghost！」 （日文原文，中文意思「開始吧！覺悟！奪取的Ghost！）。 於外傳《Ghost RE:BIRTH 假面騎士Specter》中該眼魂變化成友情爆裂魂。 | |
| Yujou Burst        |          | 友情爆裂   | 友      | 更多 ： Ghost RE:BIRTH § 本作登場幽靈眼魂（Ghost Eyecon）                                                 | 更多 ： Ghost RE:BIRTH § 本作登場幽靈眼魂（Ghost Eyecon） | |
| Dark Ghost         |          | 暗黑幽靈   | DG      | 變身成為假面騎士Dark Ghost。                                                                              | 音效方面與幽靈眼魂本名不同，讀作「Dark Rider」（暗黑騎士） Ghost驅動器使用時音效為「Yami no chikara！Warui yatsura！」 （日文原文，中文意思「暗黑力量！邪惡傢伙！」）。 | |
| Zero Specter       |          | 零式亡靈   | ZS      | 更多 ： 劇場版 假面騎士Ghost 100個眼魂與Ghost命運的瞬間 § 幽靈眼魂（Ghost Eyecon）                        | 更多 ： 劇場版 假面騎士Ghost 100個眼魂與Ghost命運的瞬間 § 幽靈眼魂（Ghost Eyecon） | |
| Dark Necrom Red    |          | 暗黑死靈紅 | -       | 更多 ： 劇場版 假面騎士Ghost 100個眼魂與Ghost命運的瞬間 § 幽靈眼魂（Ghost Eyecon）                        | 更多 ： 劇場版 假面騎士Ghost 100個眼魂與Ghost命運的瞬間 § 幽靈眼魂（Ghost Eyecon） | |
| Dark Necrom Blue   |          | 暗黑死靈藍 | -       | 更多 ： 劇場版 假面騎士Ghost 100個眼魂與Ghost命運的瞬間 § 幽靈眼魂（Ghost Eyecon）                        | 更多 ： 劇場版 假面騎士Ghost 100個眼魂與Ghost命運的瞬間 § 幽靈眼魂（Ghost Eyecon） | |
| Dark Necrom Yellow |          | 暗黑死靈黃 | -       | 更多 ： 劇場版 假面騎士Ghost 100個眼魂與Ghost命運的瞬間 § 幽靈眼魂（Ghost Eyecon）                        | 更多 ： 劇場版 假面騎士Ghost 100個眼魂與Ghost命運的瞬間 § 幽靈眼魂（Ghost Eyecon） | |
| Dark Necrom Pink   |          | 暗黑死靈粉 | -       | 變身成假面騎士Dark Necrom P                                                                               | 運用人造靈魂的力量。 | |
| Kanon Specter      |          | 花音亡靈   | KS      | 更多 ： 假面騎士Specter×Blades § 幽靈眼魂（Ghost Eyecon）                                                 | 更多 ： 假面騎士Specter×Blades § 幽靈眼魂（Ghost Eyecon） | |
| Musashi            |          | 武藏       | 01      | 轉換形態 武藏魂。 擁有運用二刀流劍術的能力。                                                              | Ghost驅動器使用時音效為「Kettou！Zubatto！Choukengou！」 （日文原文「，中文意思「決鬥！利斬！超劍豪！」）。 在感恩魂中的音效為「劍豪」（日文原文「」）。 英雄靈魂由宮本武藏佩刀的護環與天空寺尊產生共鳴後變化而成。 於聯動劇場版《假面騎士×假面騎士 Ghost & Drive 超MOVIE大戰 Genesis》中該眼魂一度被上級眼魔奪走，而後在尊、誠、進之介及剛等人合作下重新奪回。 | |
| Edison             |          | 愛迪生     | 02      | 轉換形態 愛迪生魂。 擁有控制電力的能力。                                                                  | Ghost驅動器使用時音效為「Elek！Hirameki！Hatsumei-Oh！」 （日文原文，中文意思「電力！靈機一動！發明王！」）。 在感恩魂中的音效為「電動」（日文原文「」）。 英雄靈魂由湯瑪斯·愛迪生研究用的電燈泡與園田義則產生共鳴後變化而成。 本篇第6、20、39話中假面騎士Specter用來轉換形態。 | |
| Robin              |          | 羅賓       | 03      | 轉換形態 羅賓魂。 擁有運用箭術的能力。                                                                    | Ghost驅動器使用時音效為「Hello！Arrow！Mori De Aou！」 （日文原文，中文意思「你好！弓箭！在森林遇見！」） 在感恩魂中的音效為「弓箭」（日文原文「）。 音效方面與幽靈眼魂本名分別在全讀為「Robin Hood」。 英雄靈魂由羅賓漢的弓箭與白瀨瑪莉產生共鳴後變化而成。 | |
| Newton             |          | 牛頓       | 04      | 轉換形態 牛頓魂。 擁有控制引力和斥力的能力。                                                              | Ghost驅動器使用時音效為「Ringo Ga Rakka、Hikiyosemakka〜」 （日文原文，中文意思「蘋果掉下來！萬有引力真的有嗎！」）。 在感恩魂中的音效為「蘋果」（日文原文「）。 該眼魂曾在前作《假面騎士Drive》最終話中登場，英雄的靈魂源頭和共鳴者不詳。 | |
| Billy The Kid      |          | 比利小子   | 05      | 轉換形態 比利小子魂。 擁有運用雙槍和步槍攻擊的能力。                                                      | Ghost驅動器使用時音效為「Hyappatsu！Hyakuchu！Zukyun！Bakyun！」 （日文原文，中文意思「百發！百中！焦！啪！」）。 在感恩魂中的音效為「牛仔」（日文原文「）。 英雄靈魂由比利小子的牛仔帽與西部商品店店長產生共鳴後變化而成。 | |
| Beethoven          |          | 貝多芬     | 06      | 轉換形態 貝多芬魂。 擁有運用音樂戰術和發動音頻攻擊的能力。                                                | Ghost驅動器使用時音效為「Kyokumei！Unmei！Jajajajan！」 （日文原文，中文意思「曲名！命運！鏘鏘鏘鏘！！」）。 在感恩魂中的音效為「大師」（日文原文「」）。 英雄靈魂由路德維希·范·貝多芬所書寫的殘缺樂譜與君島康介產生共鳴後變化而成。 | |
| Benkei             |          | 弁慶       | 07      | 轉換形態 弁慶魂。 擁有力量與防禦著稱的能力                                                                | Ghost驅動器使用時音效為「Aniki！Mukimuki！Nioudachi！」 （日文原文，中文意思「兄貴！肌肉！仁王聳立！」）。 在感恩魂中的音效為「無雙」（日文原文「」）。 英雄靈魂由武藏坊弁慶所留下的扇子與五十嵐健次郎產生共鳴後變化而成。 | |
| Goemon             |          | 五右衛門   | 08      | 轉換形態 五右衛門魂。 擁有運用忍者戰鬥技巧的能力。                                                        | Ghost驅動器使用時音效為「Kabuki Ukiuki！Midarezaki！」 （日文原文，中文意思「歌舞伎興高采烈！百花繚亂！」）。 在感恩魂中的音效為「怪盜」（日文原文「」）。 英雄靈魂源頭和共鳴者不詳。 | |
| Ryouma             |          | 龍馬       | 09      | 轉換形態 龍馬魂。 擁有在宇宙空間平衡活動的能力。                                                          | Ghost驅動器使用時音效為「Mezameyo Nippon！Yoakezeyo！」 （日文原文）。 在感恩魂中的音效為「土佐弁」（日文原文「）。 英雄靈魂源頭和共鳴者不詳。 | |
| Himiko             |          | 卑彌呼     | 10      | 轉換形態 卑彌呼魂。 擁有預測和淨化的能力。                                                                | Ghost驅動器使用時音效為「Mirai No Yokoku！Yamataikoku！」 （日文原文）。 在感恩魂中的音效為「女王」（日文原文「」）。 英雄的靈魂源頭和共鳴者不詳。 | |
| Ikkyu              |          | 一休       | 一      | 轉換形態 一休魂。 擁有運用機智的能力                                                                      | 超戰鬥DVD《假面騎士Ghost 一休入魂！醒覺吧、我的機智力量！！》登場。 Ghost驅動器使用時音效為「Semaru Pinchi！Saeru Tonchi！」 （日文原文，中文意思「迫近的危機！清醒的機智！」）。 英雄的靈魂由一休抓老虎時的屏風的照片与天空寺尊產生共鳴後變化而成。 | |
| Darwin             |          | 達爾文     | CD      | 更多 ： 劇場版 假面騎士Ghost 100個眼魂與Ghost命運的瞬間 § 幽靈眼魂（Ghost Eyecon）                        | 更多 ： 劇場版 假面騎士Ghost 100個眼魂與Ghost命運的瞬間 § 幽靈眼魂（Ghost Eyecon） | |
| Tenkatouitsu       |          | 天下統一   | 天      | 更多 ： 假面騎士平成Generations Dr.Pac-Man對EX-AID&Ghost with 傳說騎士 § 本作登場幽靈眼魂（Ghost Eyecon） | 更多 ： 假面騎士平成Generations Dr.Pac-Man對EX-AID&Ghost with 傳說騎士 § 本作登場幽靈眼魂（Ghost Eyecon） | |
| Kamehameha         |          | 卡美哈梅哈 | K       | 轉換形態 卡美哈梅哈魂。                                                                                   | 《假面騎士大亂鬥 GANBARIZING》限定。 Ghost驅動器使用時音效為「Hawaii！Waiwai！Osametaai！」 （日文原文，中文意思「夏威夷！嘩嘩！渇望統治！」） | |
| Santa              |          | 聖誕       | X       | 轉換形態 聖誕魂。                                                                                         | 《假面騎士大亂鬥 GANBARIZING》限定。 Ghost驅動器使用時音效為「Jingle Bell！Hoshifuru！Seinaruyo！」 （日文原文，中文意思「叮噹響！星星落下！神聖的夜晚！」） | |
| Galileo            |          | 伽利略     | GG      | 轉換形態 伽利略魂。                                                                                       | 《假面騎士大亂鬥 GANBARIZING》限定。 Ghost驅動器使用時音效為「Tentai Shiritai！Hoshi Ippai！」 （日文原文，中文意思「天體知想！群星滿佈！」） | |
| Shakespeare        |          | 莎士比亞   | WS      | 轉換形態 莎士比亞魂。                                                                                     | 《UNIQLOｘ萬代]]》限定。 Ghost驅動器使用時音效為「Kitto、Romio to Zyurietto！」 （日文原文，中文意思「一定是羅密歐與茱麗葉！」） | |
| Columbus           |          | 哥倫布     | C       | 轉換形態 哥倫布魂。                                                                                       | 《假面騎士大亂鬥 GANBARIZING》限定。 Ghost驅動器使用時音效為「Saaikoukai！Daikoukai！」 （日文原文，中文意思「向前航行吧！大航海！」） | |
| Nightingale        |          | 南丁格爾   | FN      | 轉換形態 南丁格爾魂。                                                                                     | 《假面騎士大亂鬥 GANBARIZING》限定。 Ghost驅動器使用時音效為「Hakui no Tennsi！Sukuu ha Heisi！」 （日文原文，中文意思「白衣的天使！拯救士兵！」） | |
| Shinsengumi        |          | 新選組     | SSG     | 轉換形態 新選組魂。                                                                                       | 《假面騎士大亂鬥 GANBARIZING》限定。 Ghost驅動器使用時音效為「Kondō, Hijikata, Okita! Kimi to kata kumi! Shinsengumi！」 （日文原文，中文意思「近藤！土方！沖田！與你並肩！新選組！」） | |
| Da Vinci           |          | 達文西     | LV      | 轉換形態 達文西魂。                                                                                       | 超戰鬥DVD《假面騎士Ghost 真相！英雄眼魂的秘密！》登場。 Ghost驅動器使用時音效為「Issai！Gaqsai！Tyoutennsai！」 （日文原文，中文意思「一切！合切！超天才！」）。 英雄的靈魂由李奧納多·達文西的蒙娜麗莎的微笑與西園寺主稅產生共鳴後變化而成。 | |
| Tutankhamun        |          | 圖坦卡門   | 11      | 轉換形態 圖坦卡門魂。 擁有殲滅性的能力。                                                                  | Ghost驅動器使用時音效為「Pyramid Wa Sankaku！Oke No Shikaku！」 （日文原文，中文意思「金字塔是三角！王家的資格！」）。 在感恩魂中的音效為「大王」（日文原文「」）。 英雄的靈魂源頭和共鳴者不詳。 | |
| Nobunaga           |          | 信長       | 12      | 轉換形態 信長魂。 擁有運用戰術的能力。                                                                    | Ghost驅動器使用時音效為「Ware No Ikizama！Okehazama！」 （日文原文，中文意思「我的生存方式！桶狹間！」）。 在感恩魂中的音效為「武將」（日文原文「」）。 英雄的靈魂由織田信長親筆所寫的賞賜文書與羽柴信良產生共鳴後變化而成。 | |
| Houdini            |          | 胡迪尼     | 13      | 轉換形態 胡迪尼魂。 擁有運用魔術和飛行的能力。                                                            | Ghost驅動器使用時音效為「Maji Iijan！Sugee Magician！」 （日文原文，中文意思「真的很好！厲害的魔術師！」）。 在感恩魂中的音效為「逃脫」（日文原文「」）。 英雄的靈魂的源頭和共鳴者不詳。 本篇第26話中假面騎士Ghost用來轉換形態。 | |
| Pythagoras         |          | 畢達哥拉斯 | P       | 轉換形態 畢達哥拉斯魂。 擁有運用計算的能力。                                                              | 《假面騎士Ghost 一休入魂！覺醒吧，我的機智力量！！》登場。 Ghost驅動器使用時音效為「Sankaku No Teiri！Ore No Iutoori！」 （日文原文 英雄的靈魂源頭和共鳴者不詳。 | |
| Grimm              |          | 格林       | 14      | 轉換形態 格林魂。 擁有把想像化為現實的能力                                                                | 潤眼手環使用時音效為「Fighting Pen！」（中文意思「戰鬥之筆！」） Ghost驅動器使用時音效為「Kokoro No Door！Hirakudouwa！」 （日文原文）。 感恩魂中的音效為「閲讀」（日文原文「」）。 英雄的靈魂源頭和共鳴者不詳。 | |
| Sanzo              |          | 三藏       | 15      | 轉換形態 三藏魂。 擁有運用武術及召喚使魔的能力                                                            | 潤眼手環使用時音效為「SaiYu Road！」（中文意思「西遊之路！」） Ghost驅動器使用時音效為「Saru！Buta！Kappa！Tenjiku Wo Toppa！」 （日文原文）。 感恩魂中的音效為「僧侶」（日文原文「」）。 英雄的靈魂源頭和共鳴者不詳。 | |
| Napoleon           |          | 拿破崙     | NB      | 更多 ： 劇場版 假面騎士Ghost 100個眼魂與Ghost命運的瞬間 § 幽靈眼魂（Ghost Eyecon）                        | 更多 ： 劇場版 假面騎士Ghost 100個眼魂與Ghost命運的瞬間 § 幽靈眼魂（Ghost Eyecon） | |
| Ishinomori         |          | 石之森     | 石ノ森  | 轉換形態 石之森魂                                                                                         | 《KAMEN RIDER 45th EXHIBITION SHOP》限定。 Ghost驅動器使用時音效為「Pen to Gami！Souzou no Kami！」 （日文原文，中文意思「筆與紙！創造之神！」） | 《KAMEN RIDER 45th EXHIBITION SHOP》限定。 Ghost驅動器使用時音效為「Pen to Gami！Souzou no Kami！」 （日文原文，中文意思「筆與紙！創造之神！」） |
| Ore Specter        |          | 我亡靈     | GS      | 轉換形態 我亡靈魂                                                                                         | 《假面騎士Ghost Original TV Soundtrack》限定。 Ghost驅動器使用時音效為「Let's Go！Kakugo！Gho・Gho・Gho・Ghost！ + Ready Go！Kakugo！Do・Ki・Do・Ki！Ghost！」 （日文原文， 中文意思「去吧！覺悟！Gho・Gho・Gho・Ghost！ + 準備好就去吧！覺悟！心・跳・心・跳！Ghost！」）。 | |
| Kuuga              |          |            | R01     | 轉換形態 空我魂。 擁有運用假面騎士空我力量的能力。                                                            | 《假面騎士大亂鬥 GANBARIZING》限定。 Ghost驅動器使用時音效為「Chou Henshin！Kawaru Zenshin！」 （日文原文，中文意思「超變身！全身變身！」）。 | |
| Ryuki              |          | 龍騎       | R03     | 擁有運用假面騎士龍騎力量的能力                                                                            | 《假面騎士大亂鬥 GANBARIZING》限定。 變身形態 龍騎魂。 Ghost驅動器使用時音效為「Mawari Wa Raibaru！Hajimaru Survival！」 （日文原文，中文意思「周圍都是競爭對手！生存開始！」）。 | |
| Hibiki             |          | 響鬼       | R06     | 擁有運用假面騎士響鬼力量的能力                                                                            | 《假面騎士大亂鬥 GANBARIZING》限定。 變身形態 響鬼魂。 Ghost驅動器使用時音效為「Oni no Hibiki！Koreka Ongeki！」 （日文原文，中文意思「鬼之聲響！這就是音擊！」）。 | |
| DEN-O              |          | 電王       | R08     | 擁有運用假面騎士電王力量的能力                                                                            | 《假面騎士大亂鬥 GANBARIZING》限定。 變身形態 電王魂。 Ghost驅動器使用時音效為「Dennshae de Sannjyou！Irekawaru！」 （日文原文，中文意思「電車參上！交替的情感！」）。 | |
| Wizard             |          | Wizard     | R14     | 更多 ： 假面騎士1號 § 本作登場幽靈眼魂（Ghost Eyecon）                                                    | 更多 ： 假面騎士1號 § 本作登場幽靈眼魂（Ghost Eyecon） | 更多 ： 假面騎士1號 § 本作登場幽靈眼魂（Ghost Eyecon）                                                                                           |
| Gaim               |          | 鎧武       | R15     | 更多 ： 假面騎士1號 § 本作登場幽靈眼魂（Ghost Eyecon）                                                    | 更多 ： 假面騎士1號 § 本作登場幽靈眼魂（Ghost Eyecon） | 更多 ： 假面騎士1號 § 本作登場幽靈眼魂（Ghost Eyecon）                                                                                           |
| Drive              |          | Drive      | R16     | 更多 ： 假面騎士1號 § 本作登場幽靈眼魂（Ghost Eyecon）                                                    | 更多 ： 假面騎士1號 § 本作登場幽靈眼魂（Ghost Eyecon） | 更多 ： 假面騎士1號 § 本作登場幽靈眼魂（Ghost Eyecon）                                                                                           |
| Kamen Rider 45     |          | 假面騎士45 | 45 / Sh | 更多 ： 假面騎士1號 § 本作登場幽靈眼魂（Ghost Eyecon）                                                    | 更多 ： 假面騎士1號 § 本作登場幽靈眼魂（Ghost Eyecon） | 更多 ： 假面騎士1號 § 本作登場幽靈眼魂（Ghost Eyecon）                                                                                           |
| Showa Rider 45     |          | 昭和騎士   | 昭      | 集合歷代昭和假面騎士的靈魂                                                                                | 變身形態 昭和骑士魂。 Ghost驅動器使用時音效為「Mamoru zo Heiwa！Ore ra Showa！」 （日文原文，中文意思「守護和平！我們的昭和！」）。 | |
| EX-AID             |          | EX-AID     | R18     | 更多 ： 假面騎士平成Generations Dr.Pac-Man對EX-AID&Ghost with 傳說騎士 § 本作登場幽靈眼魂（Ghost Eyecon） | 更多 ： 假面騎士平成Generations Dr.Pac-Man對EX-AID&Ghost with 傳說騎士 § 本作登場幽靈眼魂（Ghost Eyecon） | 更多 ： 假面騎士平成Generations Dr.Pac-Man對EX-AID&Ghost with 傳說騎士 § 本作登場幽靈眼魂（Ghost Eyecon）                                        |
|                    |          |            | R02     | 擁有運用力量的能力                                                                                        | 《假面騎士大亂鬥 GANBARIZING》限定。 變身形態 魂。 Ghost驅動器使用時音效為「Mezameshi Tamashi！Kamikami no Hanashi！」 （日文原文，中文意思「覺醒之魂！諸神的話語！」）。 | |
|                    |          |            | R10     | 擁有運用力量的能力                                                                                        | 《假面騎士大亂鬥 GANBARIZING》限定。 變身形態 魂。 Ghost驅動器使用時音效為「Yomicomu Card！Kaoka Barcode！」 （日文原文，中文意思「讀取卡片！顏面是條碼！」）。 | |
| W                  |          | W          | R11     | 更多 ： 假面騎士1號 § 本作登場幽靈眼魂（Ghost Eyecon）                                                    | 更多 ： 假面騎士1號 § 本作登場幽靈眼魂（Ghost Eyecon） | 更多 ： 假面騎士1號 § 本作登場幽靈眼魂（Ghost Eyecon）                                                                                           |
| OOO                |          | OOO        | R12     | 更多 ： 假面騎士1號 § 本作登場幽靈眼魂（Ghost Eyecon）                                                    | 更多 ： 假面騎士1號 § 本作登場幽靈眼魂（Ghost Eyecon） | 更多 ： 假面騎士1號 § 本作登場幽靈眼魂（Ghost Eyecon）                                                                                           |
| Fourze             |          | Fourze     | R13     | 更多 ： 假面騎士1號 § 本作登場幽靈眼魂（Ghost Eyecon）                                                    | 更多 ： 假面騎士1號 § 本作登場幽靈眼魂（Ghost Eyecon） | 更多 ： 假面騎士1號 § 本作登場幽靈眼魂（Ghost Eyecon）                                                                                           |
| Faiz               |          |            | R04     | 擁有運用力量的能力                                                                                        | 《假面騎士大亂鬥 GANBARIZING》限定。 變身形態 魂。 Ghost驅動器使用時音效為「Keitai Banngou！5！5！5！」 （日文原文，中文意思「手機號碼！5！5！5！」）。 | |
| Blade              |          | 劍         | R05     | 擁有運用假面騎士劍力量的能力                                                                              | 《假面騎士大亂鬥 GANBARIZING》限定。 變身形態 劍魂。 Ghost驅動器使用時音效為「Furikazasu Blade！Torannpu Wa Spade！」 （日文原文，中文意思「揮起的劍刃！卡牌是黑桃！」）。 | |
|                    |          |            | R07     | 擁有運用力量的能力                                                                                        | 《假面騎士大亂鬥 GANBARIZING》限定。 變身形態 魂。 Ghost驅動器使用時音效為「Imasugu Kasoku！Cast off！」 （日文原文，中文意思「立刻加速！Cast off！」）。 | |
| Kiva               |          |            | R09     | 擁有運用力量的能力                                                                                        | 《假面騎士大亂鬥 GANBARIZING》限定。 變身形態 魂。 Ghost驅動器使用時音效為「Gabu to kamuzo！Kivat Bat！」 （日文原文，中文意思「咬啊咬啊！Kivat Bat！」）。 | |
| Ghost              |          | Ghost      | R17     | 擁有使用假面騎士Ghost力量的能力                                                                           | 《劇場版 假面騎士Ghost 100個眼魂與Ghost命運的瞬間》BD初回限定版附收納盒。 變身形態 Ghost魂。 Ghost驅動器使用時音效為「Let's Go！Kakugo！Gho・Gho・Gho・Ghost！」 （日文原文，中文意思「去吧！覺悟！Gho・Gho・Gho・Ghost！」）。 | |
| Blank              |          | 空白       |         | 未附加能力                                                                                                | - | |

## 本作登場怪人

### 眼魔雜兵
- 動員眼魔

原文：
身高：198cm
體重：91kg
由眼魔眼魂召喚出來的雜兵級眼魔，使用短劍為武器。
單一個體戰鬥力比眼魔低，但以集團式戰鬥來彌補成優勢。
- 突擊眼魔

原文：
身高：198cm
體重：91kg
由眼魔眼魂變化而成的原始形體，能夠藉著吸收物體後轉換成能量來進行另一層次的強化。

### 眼魔
| 日文名稱  | 中文名稱                  | 登場話數                                                                          | 身高                                                                              | 體重                                                                              | 特色 / 能力                                                                       | 融合物                                                                            | 備註                                                                                    |
| --------- | ------------------------- | --------------------------------------------------------------------------------- | --------------------------------------------------------------------------------- | --------------------------------------------------------------------------------- | --------------------------------------------------------------------------------- | --------------------------------------------------------------------------------- | --------------------------------------------------------------------------------------- |
|           | 槍眼魔                    | 1                                                                                 | 231.0cm                                                                           | 124.0kg                                                                           | 能使用可伸長的槍進行攻擊                                                          | 槍                                                                                | 突擊眼魔與槍融合所產生出的怪人。 裝備強韌的槍，藉由利用強力的臂腕使出銳利突刺進行戰鬥。 |
|           | 刀眼魔                    | 1、13                                                                             | 213.0cm                                                                           | 106.0kg                                                                           | 使用右腕的刀斬擊                                                                  | 日本刀                                                                            | 突擊眼魔與日本刀融合所產生出的怪人。                                                    |
|           | 電力眼魔                  | 2、34 - 35                                                                        | 234.0cm                                                                           | 132.0kg                                                                           | 放電攻擊                                                                          | 電波接收裝置（電波訊號器）                                                        | 突擊眼魔與電波接收裝置融合所產生出的怪人。                                              |
|           | 巨大電力眼魔              | 2                                                                                 | 5.0m                                                                              | 404.0kg                                                                           | 使用能量射線攻擊                                                                  | 電波接收裝置（電波訊號器）                                                        | 電力眼魔奪取愛迪生眼魂之力後升級的樣貌。                                                |
|           | 斧眼魔                    | 3                                                                                 | 206.0cm                                                                           | 128.0kg                                                                           | 生成出斧、展開防護壁                                                              | 斧                                                                                | 突擊眼魔與斧融合所產生出的怪人。                                                        |
|           | 書眼魔                    | 4、34 - 35                                                                        | 232.0cm                                                                           | 111.0kg                                                                           | 分身、使物體飄浮                                                                  | 古書                                                                              | 突擊眼魔與古書融合所產生出的怪人。                                                      |
|           | 機槍眼魔                  | 5、24                                                                             | 212.0cm                                                                           | 117.0kg                                                                           | 腕部機槍的高速連射                                                                | 帽子                                                                              | 突擊眼魔與帽子融合所產生出的怪人。                                                      |
|           | 音符眼魔                  | 6、27 - 50                                                                        | 220.0cm                                                                           | 105.0kg                                                                           | 施放含有不諧和音的刺耳能量波、消除半徑60m以內的聲音                               | 領巾                                                                              | 突擊眼魔與領巾融合所產生出的怪人。                                                      |
|           | 昆蟲眼魔                  | 7 - 8、29                                                                         | 234.0cm                                                                           | 132.0kg                                                                           | 分裂、以小型昆蟲眼魔成群進行攻擊、使用小型昆蟲眼魔操控人類                        | 放大鏡                                                                            | 突擊眼魔與電波接收裝置融合所產生出的怪人。                                              |
|           | 巨大昆蟲眼魔              | 7 - 8                                                                             | 4.7m                                                                              | 505.0kg                                                                           | 使用車體前端的強硬犁板進行撞擊、將車體上方的巨大蜜蜂進行分離、從空中進行攻擊      | 放大鏡                                                                            | 昆蟲眼魔融合推土機後升級的樣貌。                                                        |
|           | 青龍刀眼魔                | 9 - 10、24、43                                                                    | 211.0cm                                                                           | 126.0kg                                                                           | 使用專用武器「魔偃月（まえんげつ）」進行攻擊、從鬍鬚的龍口噴射出高熱火炎          | 青龍刀                                                                            | 突擊眼魔與青龍刀融合所產生出的怪人。                                                    |
|           | 行星眼魔                  | 13 - 14、29 - 30                                                                  | 214.0cm                                                                           | 130.0kg                                                                           | 射出能量球進行攻擊、施放奪取人類靈魂的電波                                        | 太空服的頭盔                                                                      | 突擊眼魔與太空服的頭盔融合所產生出的怪人。                                              |
|           | 小刀眼魔                  | 17、43                                                                            | 222.0cm                                                                           | 136.0kg                                                                           | 大型的刀刃進行斬擊、產生出特殊磁場的霧                                            | 剪刀                                                                              | 突擊眼魔與剪刀融合所產生出的怪人。                                                      |
|           | 畫材眼魔                  | 19 - 50                                                                           | 181.0cm                                                                           | 99.0kg                                                                            | 將所描繪的模型變化成抽象畫般的模樣                                                | 畫材                                                                              | 突擊眼魔與畫材融合所產生出的怪人。                                                      |
|           | 甲冑眼魔                  | 21 - 22                                                                           | 207.0cm                                                                           | 99.0kg                                                                            | 使用白銀之劍「Shriver（シュライバー）」進行斬擊、施放奪取人類靈魂的波動           | 西洋風的長劍                                                                      | 突擊眼魔與西洋風的長劍融合所產生出的怪人。                                              |
|           | 飛機眼魔（弟）            | 25 - 26                                                                           | 206.0cm                                                                           | 118.0kg                                                                           | 散佈特殊粒子將空氣改造、飛行能力                                                  | 護目鏡                                                                            | 突擊眼魔與護目鏡融合所產生出的怪人。                                                    |
|           | 飛機眼魔（兄）            | 26                                                                                | 206.0cm                                                                           | 118.0kg                                                                           | 散佈特殊粒子將空氣改造、飛行能力                                                  | 飛行帽                                                                            | 突擊眼魔與飛行帽融合所產生出的怪人。                                                    |
|           | 完美飛機眼魔              | 36                                                                                | 206.0cm                                                                           | 118.0kg                                                                           | 高速飛行能力、光彈的連射攻擊                                                      | 螺旋槳                                                                            | 突擊眼魔與螺旋槳融合所產生出的怪人。                                                    |
|           | 達文西眼魔                | 更多 ： 假面騎士×假面騎士 Ghost & Drive 超MOVIE大戰 Genesis § 本作登場怪人        | 更多 ： 假面騎士×假面騎士 Ghost & Drive 超MOVIE大戰 Genesis § 本作登場怪人        | 更多 ： 假面騎士×假面騎士 Ghost & Drive 超MOVIE大戰 Genesis § 本作登場怪人        | 更多 ： 假面騎士×假面騎士 Ghost & Drive 超MOVIE大戰 Genesis § 本作登場怪人        | 更多 ： 假面騎士×假面騎士 Ghost & Drive 超MOVIE大戰 Genesis § 本作登場怪人        | 更多 ： 假面騎士×假面騎士 Ghost & Drive 超MOVIE大戰 Genesis § 本作登場怪人              |
| 超戰鬥DVD | 達文西眼魔                | 219.0cm                                                                           | 203.0kg                                                                           | 從指尖發射出光線、產生出高速迴轉的龍卷                                            | 蒙娜麗莎畫像                                                                      | 為西園寺主稅使用蒙娜麗莎畫像所產生出的怪人，為達文西眼魔的另一個體。              |                                                                                         |
|           | 拉斐爾眼魔                | 更多 ： 假面騎士×假面騎士 Ghost & Drive 超MOVIE大戰 Genesis § 登場怪人 / 敵對角色 | 更多 ： 假面騎士×假面騎士 Ghost & Drive 超MOVIE大戰 Genesis § 登場怪人 / 敵對角色 | 更多 ： 假面騎士×假面騎士 Ghost & Drive 超MOVIE大戰 Genesis § 登場怪人 / 敵對角色 | 更多 ： 假面騎士×假面騎士 Ghost & Drive 超MOVIE大戰 Genesis § 登場怪人 / 敵對角色 | 更多 ： 假面騎士×假面騎士 Ghost & Drive 超MOVIE大戰 Genesis § 登場怪人 / 敵對角色 | 更多 ： 假面騎士×假面騎士 Ghost & Drive 超MOVIE大戰 Genesis § 登場怪人 / 敵對角色       |
|           | 米開朗基羅眼魔            | 更多 ： 假面騎士×假面騎士 Ghost & Drive 超MOVIE大戰 Genesis § 登場怪人 / 敵對角色 | 更多 ： 假面騎士×假面騎士 Ghost & Drive 超MOVIE大戰 Genesis § 登場怪人 / 敵對角色 | 更多 ： 假面騎士×假面騎士 Ghost & Drive 超MOVIE大戰 Genesis § 登場怪人 / 敵對角色 | 更多 ： 假面騎士×假面騎士 Ghost & Drive 超MOVIE大戰 Genesis § 登場怪人 / 敵對角色 | 更多 ： 假面騎士×假面騎士 Ghost & Drive 超MOVIE大戰 Genesis § 登場怪人 / 敵對角色 | 更多 ： 假面騎士×假面騎士 Ghost & Drive 超MOVIE大戰 Genesis § 登場怪人 / 敵對角色       |
|           | 文藝復興眼魔              | 更多 ： 假面騎士×假面騎士 Ghost & Drive 超MOVIE大戰 Genesis § 登場怪人 / 敵對角色 | 更多 ： 假面騎士×假面騎士 Ghost & Drive 超MOVIE大戰 Genesis § 登場怪人 / 敵對角色 | 更多 ： 假面騎士×假面騎士 Ghost & Drive 超MOVIE大戰 Genesis § 登場怪人 / 敵對角色 | 更多 ： 假面騎士×假面騎士 Ghost & Drive 超MOVIE大戰 Genesis § 登場怪人 / 敵對角色 | 更多 ： 假面騎士×假面騎士 Ghost & Drive 超MOVIE大戰 Genesis § 登場怪人 / 敵對角色 | 更多 ： 假面騎士×假面騎士 Ghost & Drive 超MOVIE大戰 Genesis § 登場怪人 / 敵對角色       |
|           | 僧兵眼魔（弟） / 僧侶眼魔 | 超戰鬥DVD                                                                         | 不明                                                                              | 不明                                                                              | 使用竹刀攻擊                                                                      | 不明                                                                              |                                                                                         |
|           | 僧兵眼魔（兄）            | 超戰鬥DVD                                                                         | 不明                                                                              | 不明                                                                              | 禪問答攻擊 / 使用槍攻擊                                                           | 不明                                                                              |                                                                                         |

### 眼魔幹部
- 上級眼魔

原文：
CV：聰太郎
變身者身份：迦貝爾
身高：205.0cm
體重：109.0kg
特色 / 能力：高速移動、使用能量波攻擊、使用短劍攻擊
由迦貝爾 / 眼魔幹部成員使用上級眼魔眼魂所變身而成的形體，相比起一般的眼魔更為強大。
擁有高速移動的能力；能夠發動強力的能量衝擊波攻撃。
- 完美上級眼魔

原文：
CV：山本浩司
變身者身份：伊格爾
身高：204.0cm
體重：117.5kg
特色 / 能力：高速移動、使用能量波攻擊、使用長劍攻擊
由伊格爾 / 迦伊洛使用上級眼魔眼魂所變身而成的形體，跟武力型的迦貝爾不同之處在於他是運用頭腦的智慧型。
可通過裝備於左手的原型潤眼手環，使用特殊的眼魔眼魂進行「眼魔轉換」以獲取不同眼魔的屬性戰鬥。
擁有高速移動的能力；掌心能夠發動強力的能量波攻擊。
- 小刀上級眼魔

原文：
CV：山本浩司
變身者身份：伊格爾
身高：222.0cm
體重：155.0kg
特色 / 能力：大型的刀刃進行斬擊、產生出強力的特殊磁場的霧
- 機槍上級眼魔

原文：
CV：山本浩司
變身者身份：伊格爾
身高：212.0cm
體重：136.0kg
特色 / 能力：腕部機槍的高速連射
- 青龍刀上級眼魔

原文：
CV：山本浩司
變身者身份：伊格爾
身高：211.0cm
體重：145.0kg
特色 / 能力：使用專用武器「魔偃月（まえんげつ）」進行攻擊、從鬍鬚的龍口噴射出高熱火炎
- 書上級眼魔

原文：
CV：山本浩司
變身者身份：伊格爾
身高：232.0cm
體重：130.0kg
特色 / 能力：分身、使物體飄浮
- 斧上級眼魔

原文：
CV：山本浩司
變身者身份：伊格爾
身高：206.0cm
體重：147.0kg
特色 / 能力：生成出斧、展開防護壁
- 格林上級眼魔

原文：
CV：山本浩司
變身者身份：伊格爾
身高：204.0cm
體重：119.5kg
特色 / 能力：干涉意識使得看見幻覺
- 音符上級眼魔

原文：
CV：山本浩司
變身者身份：伊格爾
身高：220.0cm
體重：124.0kg
特色 / 能力：施放含有不諧和音的刺耳能量波、消除半徑60m以內的聲音
- 終極眼魔

原文：
CV：真山明大 / 聰太郎 / 高岩成二
人類身份：亞迪爾 / 迦貝爾 / 迦伊洛
身高：201cm
體重：122kg
由亞迪爾 / 迦貝爾 / 迦伊洛 / 眼魔幹部成員使用終極眼魔眼魂所變身而成的形體。
擁有優越的格鬥能力；在近身戰能發揮如重型機械的強悍力量；全身具有堅固的裝甲；掌心能夠放射火球般的能量波；
迦貝爾所變身的另具有能夠將接觸的物體鏽化腐蝕的能力；
迦伊洛所變身的另外使用西洋劍為武器；釋放青白色的能量彈；能將短暫的時間回流使外來攻擊無效化。
- 火炎終極眼魔

原文：
CV：大原沙耶香
人類身份：迦貝爾
身高：217cm
體重：152kg
由迦貝爾變身的終極眼魔，經過眼魔世界傳送的力量（護魔者）所強化的形態。
攻擊力與防禦力相比更為提升；能夠放射高熱的火球；具有自由操縱火炎的能力。
- 黑檀終極眼魔

原文：
CV：竹中直人
人類身份：伊迪斯
身高：201cm
體重：122kg
由伊迪斯使用終極眼魔眼魂所變身而成的形體。
擁有優越的格鬥能力；與終極眼魔同樣能放射能量波；更加強化過耐久度及運動速度的強固裝甲，可在危機之時更加安全快速地避開。

### 護魔者
（CV：大原沙耶香 → 真山明大）
- 火炎護魔者

原文： / GANMAIZER・FIRE
身高：216.0cm
體重：157.0kg
特色 / 能力：施放高熱火球的攻擊 / 自在地操縱火炎的能力
持有炎之力的護魔者。
能夠放射高熱的火球進行攻擊；具有自由操縱火炎的能力；全身變為火炎突擊目標。
- 液體護魔者

原文： / GANMAIZER・LIQUID
身高：196.0cm
體重：94.0kg
特色 / 能力：高壓水流的攻擊 / 自在地操縱液體的能力
持有水之力的護魔者。
使用高壓水流進行攻擊；具有自由操縱液體的能力；可進行液體化滲入目標體內進行結構分析。
- 氣流護魔者

原文： / GANMAIZER・WIND
身高：210.0cm
體重：86.0kg
特色 / 能力：暴風及龍卷風的攻擊 / 自在地操縱氣流的能力
持有風之力的護魔者。
利用強勁的龍卷風進行攻擊；具有自由操縱氣流的能力；使出風之屏障將敵人的能量攻擊無效化。
- 岩土護魔者

原文： / GANMAIZER・PLANET
身高：217.0cm
體重：177.0kg
特色 / 能力：自在地操縱泥土及岩石的能力
持有地之力的護魔者。
能使地面產生出岩石荊棘及岩壁進行攻擊；具有自由操縱土岩的能力；能將地面變化成泥漿封住敵人的行動
- 氣象護魔者

原文： / GANMAIZER・CLIMATE
身高：219.0cm
體重：93.0kg
特色 / 能力：自在地操縱氣象的能力
持有空之力的護魔者。
能夠產生雲、雷、冰的能量進行攻擊；具有自由操縱氣象的能力；噴射特殊的霧凍結敵人的武裝。
- 弓箭護魔者

原文： / GANMAIZER・ARROW
身高：110.0cm
體重：5.7kg
特色 / 能力：使用光之矢射擊攻擊 / 飛行能力
持有弓之力的護魔者。
施放具高貫通力的光之矢進行攻擊；具有飛行能力；可成為其他護魔者的武裝增幅威力及附加特殊攻擊
- 槍銃護魔者

原文： / GANMAIZER・RIFLE
身高：65.0cm
體重：5.4kg
特色 / 能力：使用特殊彈射擊攻擊 / 飛行能力
持有銃之力的護魔者。
使用具高爆發力的特殊彈進行連射；具有飛行能力；可成為其他護魔者的武裝增幅威力及附加特殊攻擊
- 鐵鎚護魔者

原文： / GANMAIZER・HAMMER
身高：181.0cm
體重：90.3kg
特色 / 能力：給予接觸的物體強烈衝擊
持有鎚之力的護魔者。
能給予接觸的物體數十噸重的衝擊，將其壓碎；可成為其他護魔者的武裝增幅威力及附加特殊攻擊
- 槍矛護魔者

原文： / GANMAIZER・SPEAR
身高：185.0cm
體重：17.7kg
特色 / 能力：貫穿任何物體
持有槍之力的護魔者。
擁有銳利的槍尖及自在伸縮的握把，能貫穿任何物體；可成為其他護魔者的武裝增幅威力及附加特殊攻擊
- 劍刃護魔者

原文： / GANMAIZER・BLADE
身高：122.0cm
體重：15.2kg
特色 / 能力：切斷任何物體
持有劍之力的護魔者。
擁有銳利的劍刃，將切斷任何物體；可成為其他護魔者的武裝增幅威力及附加特殊攻擊；可分離成兩把劍刃飛速般斬擊敵人
- 電氣護魔者

原文： / GANMAIZER・ELECTRIC
身高：約50.0cm
體重：2.5kg
特色 / 能力：自在操縱電氣的能力
持有電氣之力的護魔者。
擁有放電及電氣能量的吸收、隨意操控周圍的電子機械的能力；能將自身能力附加於其他護魔者
- 振動護魔者

原文： / GANMAIZER・OSCILLATION
身高：約50.0cm
體重：1.1kg
特色 / 能力：自在操縱振動的能力
持有振動之力的護魔者。
擁有產生特殊的音波及衝擊波，將對象破壞的能力；能將自身能力附加於其他護魔者
- 時間護魔者

原文： / GANMAIZER・TIME
身高：約50.0cm
體重：24.0kg
特色 / 能力：自在操縱時間的能力
持有時間之力的護魔者。
- 磁力護魔者

原文： / GANMAIZER・MAGNETIC
身高：約50.0cm
體重：54.0kg
特色 / 能力：自在操縱磁力的能力
持有磁力之力的護魔者。
使用磁力進行攻擊；具有自由磁力的能力；運用磁力進行空中浮游。
- 重力護魔者

原文： / GANMAIZER・GRAVITY
身高：約50.0cm
體重：300.0kg
特色 / 能力：自在操縱重力的能力
持有重力之力的護魔者。

#### 護魔者特殊形態
- 完美護魔者

原文：
CV：真山明大
人類身份：亞迪爾
身高：217.0cm
體重：108.0kg
特色 / 能力：觸手及能量波進行攻擊
亞迪爾與殘存的護魔者融合的型態，擁有與假面騎士Ghost無限魂形態匹敵的力量。
使用觸手產生能量波攻擊；可自在發揮所有護魔者的特殊能力。
- 合體護魔者（磁力劍刃護魔者）

原文：
身高：233.0cm
體重：207.0kg
特色 / 能力：全身各部位的劍刃進行攻擊、自在操縱磁力的能力
由磁力護魔者與劍刃護魔者合體的姿態。
雙腕及全身上下具有的銳利利刃；具有自由操縱磁力的能力；能發能量刀刃攻擊及運用磁力進行空中浮游。
- Great Eyeser

原文：
身高：213.0cm
體重：123.0kg
特色 / 能力：改變世界的萬能之力
護魔者奪取巨眼力量後所變化的姿態。
眼魔世界中全知全能的存在，擁有將世界根據它的意思變化的能力。
- Eyeser Giant

原文：
身高：315.0m
體重：20160.0t
特色 / 能力：從眼部釋放的光能將人類粒子化、捕捉靈魂
Great Eyeser所變化的巨人姿態。

### 軍荼利
原文：
身長：17.4m
體重：19.2t
由眼魔世界召喚出來的巨大蟲型的怪物。
尾端裝有利爪；口中噴射高熱能的能量閃焰；能夠於空中浮游飛行。
- 軍荼利（迦貝爾融合型態）

原文：
身長：18.1m
體重：20.2t
與迦貝爾融合後的型態。
防禦力比起一般軍荼利更加提高；頭部追加一對金色的超硬化角；口中可噴射深藍色的能量閃焰。

## 播放列表
以下時間以當地時間（日本時間）為準
| 播放日期                         | 話數          | 日文標題 | 中文標題               | 登場敵方怪人 | 剩餘日數 (各話結束時)   | 關東收視率 | 編劇       | 導演     |
| -------------------------------- | ------------- | -------- | ---------------------- | --- | ----------------------- | ---------- | ---------- | -------- |
| 「英雄一度死而復生」篇           |               |          |                        | |                         |            |            |          |
| 2015/10/04                       | 1             |          | 開眼！我！             | - 刀眼魔（CV：藤原貴弘） - 槍眼魔（CV：高口公介） | 98日                    | 5.9%       | 福田卓郎   | 諸田敏   |
| 2015/10/11                       | 2             |          | 電撃！發明王！         | - 電力眼魔（CV：北澤洋） - 巨大電力眼魔 | 94日                    | 7.0%       | 福田卓郎   | 諸田敏   |
| 2015/10/18                       | 3             |          | 必中！正義之箭！       | - 斧眼魔（CV：桐本琢也） | 89日                    | 6.8%       | 福田卓郎   | 山口恭平 |
| 2015/10/25                       | 4             |          | 驚愕！空中之城！       | - 書眼魔（CV：吉開清人） | 87日                    | 5.8%       | 福田卓郎   | 山口恭平 |
| 2015/11/08                       | 5             |          | 衝擊！神秘假面騎士！   | - 機槍眼魔（CV：長克巳） | 57日                    | 5.8%       | 福田卓郎   | 諸田敏   |
| 2015/11/15                       | 6             |          | 命運！再起的旋律！     | - 音符眼魔（CV：森訓久） | 44日                    | 4.6%       | 毛利亘宏   | 諸田敏   |
| 2015/11/22                       | 7             |          | 速射！傳說中的神槍手！ | - 昆蟲眼魔（CV：生天目仁美） - 巨大昆蟲眼魔 | 30日                    | 5.2%       | 福田卓郎   | 柴崎貴行 |
| 2015/11/29                       | 8             |          | 發動！另一塊磐石！     | - 昆蟲眼魔（CV：生天目仁美） - 巨大昆蟲眼魔 | 27日                    | 5.5%       | 福田卓郎   | 柴崎貴行 |
| 2015/12/06                       | 9             |          | 堂堂正正！忠義之男！   | - 青龍刀眼魔（CV：稻田徹） | 26日                    | 6.3%       | 毛利亘宏   | 山口恭平 |
| 2015/12/13                       | 10            |          | 集結！15個眼魂！       | - 青龍刀眼魔（CV：稻田徹） - 上級眼魔（CV：聰太郎） | 22日                    | 5.1%       | 毛利亘宏   | 山口恭平 |
| 2015/12/20                       | 11            |          | 莊嚴！神秘之眼！       | - 上級眼魔（CV：聰太郎） - 軍荼利 | 22日                    | 5.5%       | 福田卓郎   | 諸田敏   |
| 2015/12/27                       | 12            |          | 壯烈！男人的覺悟！     | - 上級眼魔（CV：聰太郎） | 99日 （被天空寺龍重置） | 4.9%       | 福田卓郎   | 諸田敏   |
| 「聯繫英雄之心」篇               |               |          |                        | |                         |            |            |          |
| 2016/01/10                       | 13            |          | 豪邁！自由之男！       | - 刀眼魔（CV：古川慎） - 行星眼魔（CV：內田雄馬） | 98日                    | 4.7%       | 毛利亘宏   | 鈴村展弘 |
| 2016/01/17                       | 14            |          | 絕景！地球的黎明之刻！ | - 行星眼魔（CV：內田雄馬） - 軍荼利 | 94日                    | 5.0%       | 毛利亘宏   | 鈴村展弘 |
| 2016/01/24                       | 15            |          | 苦惱！頑固的脫逃王！   | - 上級眼魔（CV：聰太郎） - 軍荼利（迦貝爾融合型態） | 86日                    | 5.6%       | 福田卓郎   | 山口恭平 |
| 2016/01/31                       | 16            |          | 完美！白色的假面騎士！ | - | 80日                    | 5.4%       | 福田卓郎   | 山口恭平 |
| 2016/02/07                       | 17            |          | 絢爛！幻之女王！       | - 小刀眼魔（CV：坂口候一） | 73日                    | 6.3%       | 長谷川圭一 | 諸田敏   |
| 2016/02/14                       | 18            |          | 逆轉！神秘的科學！     | - 完美上級眼魔（CV：山本浩司） - 小刀上級眼魔 | 72日                    | 6.0%       | 長谷川圭一 | 諸田敏   |
| 2016/02/21                       | 19            |          | 爆發！想畫圖的心！     | - 完美上級眼魔（CV：山本浩司） - 機槍上級眼魔 | 70日                    | 5.6%       | 福田卓郎   | 渡辺勝也 |
| 2016/02/28                       | 20            |          | 炸裂！火焰般的友情！   | - 完美上級眼魔（CV：山本浩司） - 青龍刀上級眼魔 | 69日                    | 4.3％      | 福田卓郎   | 渡辺勝也 |
| 2016/03/06                       | 21            |          | 驚奇！眼魔的世界！     | - 甲冑眼魔（CV：幸田直子） | 69日                    | 5.0%       | 長谷川圭一 | 山口恭平 |
| 2016/03/13                       | 22            |          | 謀略！亞迪爾的陷阱！   | - 甲冑眼魔（CV：幸田直子） - 上級眼魔（CV：須崎成幸、高橋孝治） - 終極眼魔（CV：真山明大） - 軍荼利 | 69日                    | 5.3%       | 長谷川圭一 | 山口恭平 |
| 2016/03/20                       | 23            |          | 入魂！巨大眼魂！       | - 終極眼魔（CV：聰太郎） - 火炎終極眼魔（CV：大原沙耶香） | 65日                    | 5.5%       | 福田卓郎   | 諸田敏   |
| 2016/03/27                       | 24            |          | 出現！神秘戰士！       | - 豪豬改造人（CV：宇垣秀成） - 青龍刀眼魔 - 機槍眼魔 - 烏魯加（CV：永德） - 山椒魚怪人 | 63日                    | 4.6%       | 毛利亘宏   | 諸田敏   |
| 2016/04/03                       | 25            |          | 異變！紅色的天空！     | - 飛機眼魔（弟）（CV：伊丸岡篤） - 上級眼魔（CV：聰太郎） | 63日                    | 5.1%       | 長谷川圭一 | 渡邊勝也 |
| 2016/04/10                       | 26            |          | 糾結！做出決斷的條件！ | - 飛機眼魔（弟）（CV：伊丸岡篤） - 飛機眼魔（兄）（CV：伊丸岡篤） - 完美上級眼魔（CV：山本浩司） - 書上級眼魔 | 61日                    | 5.5%       | 長谷川圭一 | 渡邊勝也 |
| 2016/04/17                       | 27            |          | 拼死！覺悟的潛入！     | - 火炎護魔者（CV：大原沙耶香） - 上級眼魔 | 61日                    | 5.1%       | 福田卓郎   | 山口恭平 |
| 2016/04/24                       | 28            |          | 爆現！深淵之力！       | - 開眼者F（CV：大原沙耶香） - 上級眼魔 - 完美上級眼魔（CV：山本浩司） - 小刀上級眼魔 | 60日                    | 5.6%       | 福田卓郎   | 山口恭平 |
| 2016/05/01                       | 29            |          | 再臨！脫逃王的試煉！   | - 完美上級眼魔（CV：山本浩司） - 斧上級眼魔 - 昆蟲眼魔 - 行星眼魔 - 上級眼魔 | 57日                    | 5.6%       | 毛利亘宏   | 坂本浩一 |
| 2016/05/08                       | 30            |          | 永遠！內心的吶喊！     | - 開眼者F（CV：大原沙耶香） - 完美上級眼魔（CV：山本浩司） - 斧上級眼魔 - 行星眼魔 - 上級眼魔 | 54日                    | 4.0%       | 毛利亘宏   | 坂本浩一 |
| 2016/05/15                       | 31            |          | 奇妙！護魔者的力量！   | - 終極眼魔（CV：高岩成二） - 上級眼魔 | 40 → 39日               | 5.6%       | 長谷川圭一 | 渡邊勝也 |
| 2016/05/22                       | 32            |          | 追憶！隱藏的真心！     | - 終極眼魔（CV：高岩成二） - 上級眼魔 | 39日                    | 4.9%       | 長谷川圭一 | 渡邊勝也 |
| 2016/05/29                       | 33            |          | 奇跡！無限的信念！     | - 火炎護魔者（CV：大原沙耶香） - 重力護魔者（CV：大原沙耶香） | 39日                    | 4.9%       | 長谷川圭一 | 渡邊勝也 |
| 「人類的可能性，無限的可能性」篇 |               |          |                        | |                         |            |            |          |
| 2016/06/05                       | 34            |          | 迷失！夢中世界！       | - 液體護魔者（CV：大原沙耶香 → 真山明大） - 電力眼魔 - 書眼魔 - 終極眼魔 - 上級眼魔 | 37 → 36日               | 5.3%       | 毛利亘宏   | 山口恭平 |
| 2016/06/12                       | 35            |          | 真價！歡樂的力量！     | - 液體護魔者（CV：真山明大） - 上級眼魔 / 火炎護魔者（CV：真山明大） - 完美上級眼魔（CV：山本浩司） - 格林上級眼魔 - 電力眼魔 - 書眼魔 | 36日                    | 4.9%       | 毛利亘宏   | 山口恭平 |
| 2016/06/19                       | 36            |          | 猛烈！偶像宣言！       | - 氣流護魔者（CV：真山明大） - 完美飛機眼魔（CV：伊丸岡篤） | 25日                    | 4.3%       | 長谷川圭一 | 坂本浩一 |
| 2016/06/26                       | 37            |          | 習得！各自的道路！     | - 氣流護魔者（CV：真山明大） - 上級眼魔（CV：聰太郎） | 24日                    | 4.5%       | 長谷川圭一 | 坂本浩一 |
| 2016/07/03                       | 38            |          | 復活！英雄之魂！       | - 完美護魔者（CV：真山明大） - 終極眼魔（CV：高岩成二） | 21日                    | 5.9%       | 毛利亘宏   | 坂本浩一 |
| 2016/07/10                       | 39            |          | 對立！父親與女兒！     | - 氣象護魔者（CV：真山明大） - 岩土護魔者（CV：真山明大） - 磁力劍刃護魔者（CV：真山明大） - 完美上級眼魔（CV：山本浩司） - 終極眼魔 - 上級眼魔 | 20日                    | 3.3%       | 福田卓郎   | 渡邊勝也 |
| 2016/07/17                       | 40            |          | 勇氣！悲壯的決斷！     | - 磁力劍刃護魔者（CV：真山明大） | 20日                    | 3.2%       | 福田卓郎   | 渡邊勝也 |
| 2016/07/24                       | 41            |          | 激動！長官的決斷！     | - 完美護魔者（CV：真山明大） - 氣象護魔者（CV：真山明大） - 岩土護魔者（CV：真山明大） - 弓箭護魔者（CV：真山明大） - 槍銃護魔者（CV：真山明大） | 19日                    | 3.9%       | 長谷川圭一 | 山口恭平 |
| 2016/07/31                       | 42            |          | 驚人！仙人的真相！     | - 完美護魔者（CV：真山明大） - 氣象護魔者（CV：真山明大） - 岩土護魔者（CV：真山明大） - 弓箭護魔者（CV：真山明大） - 槍銃護魔者（CV：真山明大） - 槍矛護魔者（CV：真山明大） - 鐵鎚護魔者（CV：真山明大） | 18日                    | 3.8%       | 長谷川圭一 | 山口恭平 |
| 2016/08/07                       | 43            |          | 連接！天才少年！       | - 完美上級眼魔（CV：山本浩司） - 音符上級眼魔 - 小刀眼魔 - 青龍刀眼魔 | 5日                     | 3.1%       | 毛利亘宏   | 田崎竜太 |
| 2016/08/14                       | 44            |          | 啟動！DEMIA的恐怖！    | - 上級眼魔 - 完美上級眼魔（CV：山本浩司） - 氣流護魔者（CV：真山明大） - 火炎護魔者（CV：真山明大） | 4日                     | 3.7%       | 毛利亘宏   | 田崎竜太 |
| 2016/08/21                       | 45            |          | 戰慄！逐漸消失的世界！ | - 完美護魔者（CV：真山明大） - 弓箭護魔者（CV：真山明大） - 槍銃護魔者（CV：真山明大） - 劍刃護魔者（CV：真山明大） - 氣象護魔者（CV：真山明大） - 火炎護魔者（CV：真山明大） - 岩土護魔者（CV：真山明大） | 4日                     | 4.4%       | 長谷川圭一 | 渡邊勝也 |
| 2016/08/28                       | 46            |          | 決鬥！來自劍豪的話語！ | - 氣象護魔者（CV：真山明大 / 南部虎彈） - 氣流護魔者（CV：真山明大 / 二宮康） - 液體護魔者（CV：真山明大 / 小宮有紗） - 火炎護魔者（CV：真山明大） - 岩土護魔者（CV：真山明大） - 弓箭護魔者（CV：真山明大） - 槍銃護魔者（CV：真山明大） - 劍刃護魔者（CV：真山明大） - 槍矛護魔者（CV：真山明大） - 鐵鎚護魔者（CV：真山明大） - 重力護魔者（CV：真山明大） - 時間護魔者（CV：真山明大） - 磁力護魔者（CV：真山明大） - 電力護魔者（CV：真山明大） - 振動護魔者（CV：真山明大） - 完美護魔者（CV：真山明大）         | 3日                     | 3.9%       | 長谷川圭一 | 渡邊勝也 |
| 2016/09/04                       | 47            |          | 呼應！各自的覺悟！     | - 完美護魔者（CV：真山明大） | 3 → 2日                 | 3.8%       | 福田卓郎   | 諸田敏   |
| 2016/09/11                       | 48            |          | 終結！悲傷的連鎖！     | - 上級眼魔 - 完美護魔者（CV：真山明大 → 大原沙耶香） - 火炎護魔者（CV：真山明大） - 液體護魔者（CV：真山明大） - 氣象護魔者（CV：真山明大） - 氣流護魔者（CV：真山明大） - 岩土護魔者（CV：真山明大） - 弓箭護魔者（CV：真山明大） - 槍銃護魔者（CV：真山明大） - 劍刃護魔者（CV：真山明大） - 槍矛護魔者（CV：真山明大） - 鐵鎚護魔者（CV：真山明大） - 重力護魔者（CV：真山明大） - 時間護魔者（CV：真山明大） - 磁力護魔者（CV：真山明大） - 電力護魔者（CV：真山明大） - 振動護魔者（CV：真山明大） - Great Eyeser | 2日                     | 3.8%       | 福田卓郎   | 諸田敏   |
| 2016/09/18                       | 49            |          | 無限！人類的力量！     | - Great Eyeser - Eyeser Giant - 上級眼魔 | 1日                     | 4.0%       | 福田卓郎   | 諸田敏   |
| 2016/09/25                       | 50 （最終回） |          | 未來！連結的信念！     | - 崩源體病毒 | 0日 （死而復生後1日）   | 4.5%       | 福田卓郎   | 金田治   |

## 音樂

### 主題曲
「我ら思う、故に我ら在り」
- 演唱：氣志團[31][32]
- 作詞／作曲：綾小路翔（日语：綾小路翔）[33]
- 編曲：木内健（日语：木内健）

### 插曲
「全力スタートライン！」（第36、37話）
- 演唱：Harp+y 4（奥仲麻琴、穗乃果凜（日语：ほのかりん）、落合優衣（日语：落合優衣）、小林可憐（日语：小林かれん））
- 作詞：藤林聖子
- 作曲：五戶力（日语：五戸力）
- 編曲：渡邊徹（日语：渡辺徹）

## 其他相關媒體

### 劇場版
- 《劇場版 假面騎士Drive Surprise Future》（2015年8月8日上映）
- 《假面騎士×假面騎士 Ghost & Drive 超MOVIE大戰 Genesis》（2015年12月12日上映）
- 《假面騎士1號》（2016年3月26日上映）
- 《劇場版 假面騎士Ghost 100個眼魂與Ghost命運的瞬間》（2016年8月6日上映）
- 《假面騎士平成Generations Dr.Pac-Man對EX-AID&Ghost with 傳說騎士》（2016年12月10日上映）
- 《假面騎士平成Generations FINAL Build & EX-AID with 傳說騎士》（2017年12月9日上映）
- 《假面騎士平成Generations Forever》(2018年12月22日上映)

### 電視影集
- 《假面騎士Drive》

第47話，最終話(特別篇) 假面騎士Ghost登場。
- 《動物戰隊獸王者》

第7話，假面騎士Ghost/天空寺尊登場
- 《假面騎士ZI-O》

第12-14話，假面騎士Ghost/天空寺尊、第13-14話，八王子涉谷、成田、第14話假面騎士Specter/深海 誠登場。

### 映像商品

#### 劇集商品
- TV劇集DVD及Blu-ray通常版（2016年2月10日起發行）
  - 共4話劇集本編
- Blu-ray COLLECTION套裝版本（2016年4月13日起發行）
  - 共12話劇集本編Blu-ray
  - 初回限定特典
    - 資料簿

  - 映像特典
    - 製作發表編集
    - 座談會
    - 預告PR集
    - 資料檔案
    - 相片集
    - 《假面騎士Ghost 亞蘭英雄傳》

#### 外傳
- 《假面騎士Ghost 亞蘭英雄傳》


於Blu-ray COLLECTION套裝版本內映像特典之一的短劇，全4話完結。主要講述亞蘭嘗試融入與人類相處的故事。
- 劇本 - 毛利亘宏
- 導演 - 上堀内佳寿也
- 主題曲

「TIMELESS BLUE」
演唱 - SUNAHO
- 《假面騎士聖刃×Ghost》

 / Kamen Rider Saber × Ghost
- 《假面騎士Specter×Blades》

 / Kamen Rider Specter × Blades

### OV作品
- 《Ghost RE:BIRTH》

本作為平成假面騎士系列第六部系列錄影帶OV作品。
- 《Ghost RE:BIRTH 假面騎士Specter》


2017年4月19日以Blu-ray及DVD發行。

### 電視遊戲
- 《假面騎士Battride War 創生》（預定2016年2月25日發行、PlayStation 3 / PlayStation 4 / PS Vita）
- 《假面騎士Ghost 遊戲開眼》（2015年12月2日配信下載、Nintendo 3DS）

### 超戰鬥DVD
- 《假面騎士Ghost 一休眼魂爭奪！機智的勝負！！》


月刊雜誌《てれびくん》2016年1月號付錄的特別篇DVD。
- 《假面騎士Ghost 一休入魂！醒覺吧、我的機智力量！！》


月刊雜誌《てれびくん》2016年2月號付錄的特別篇DVD。
- 《假面騎士Ghost 真相！英雄眼魂的秘密！》



### 網路劇集
- 《假面騎士Ghost 傳說！騎士之魂！》


2016年1月15日開始於Youtube頻道配信的特別篇故事作品。共六章。
另外第七章完結編（一號&平成篇）限定收錄於玩具商品附帶DVD內。
- 《假面騎士JEANNE&假面騎士AGUILERA with Girls Remix》


深海花音登場。

## 製作人員
- 原作 - 石之森章太郎
- 監製 - 小野寺章（石森プロ）（日语：小野寺章）
- 製作人 - 佐佐木基（日语：佐々木基）（tv asahi）、高橋一浩（東映）
- 劇本 - 福田卓郎（日语：福田卓郎）、毛利亘宏、長谷川圭一
- 導演 - 諸田敏（日语：諸田敏）、山口恭平（日语：山口恭平）、柴崎貴行（日语：柴崎貴行）、鈴村展弘（日语：鈴村展弘）、渡邊勝也
- 配樂 - 坂部剛（日语：坂部剛）
- 音樂製作 - 中谷學路（avex music creative Inc.（日语：エイベックス・ミュージック・クリエイティヴ））
- 攝影 - 倉田幸治、植竹篤史
- 美術 - 大嶋修一（日语：大嶋修一）
- 照明 - 佐佐木康雄
- 錄音 - 堀江二郎
- 編集 - 須永弘志（cool cut）
- 助理編導 - 上堀内佳壽也、大峯靖弘、亀原宏誠、浦弘之、齋藤崇浩、塩川純平、原澤那由多、茶谷和行
- 製作統籌 - 道木廣志（日语：道木広志）
- 製作統籌候補 - 下前明弘
- 製作人候補 - 菅野亞由美（tv asahi）、小高史織、安東健太（東映）
- EED - 高橋和寛
- 選曲 - 金成謙二（Don Company）
- 音響效果 - 大野義彦
- 整音 - 曾我薫
- 人物設計 - 田嶋秀樹、PLEX（日语：プレックス）
- 衣裳設計 - 伊津野妙子（石森プロ）
- 怪人設計 - 島本和彥、Big Bang Project
- 造型 - Blend master（日语：ブレンドマスター）
- 操演 - 高木友善（Rise）
- 汽車特技協調 - 西村信宏（武士 Racing（日语：タケシレーシング））
- CG製作 - 特攝研究所（日语：特撮研究所）
- 特攝協調 - 中根伸治
- 特攝監製 - 足立享、捻橋尚文
- 視覺效果 - 日本映像Creative（日语：日本映像クリエイティブ）
- 分鏡 - なかの★陽
- 特攝導演 - 佛田洋（日语：佛田洋）
- 動作指導 - 宮崎剛（日语：宮崎剛 (俳優)）（JAE）
- 製作單位 - 東映、tv asahi、ADK

## 超級英雄時間相關條目
- 2015秋《手裏劍戰隊忍忍者》（第32-47集）
- 2016春《動物戰隊獸王者》（第1-31集）

## 外部連結
- 《假面騎士Ghost》朝日官網 （页面存档备份，存于）（日語）
- 《假面騎士Ghost》東映官網 （页面存档备份，存于）（日語）
- 《假面騎士系列》情報網站（日語）
- 《假面騎士Ghost》的X（前Twitter） （日語）
- KamenRiderGhost的X（前Twitter）
- 假面騎士 avex SOUND WEB （页面存档备份，存于）